# JR東日本E259系電車
E259系電車（E259けいでんしゃ）は、東日本旅客鉄道（JR東日本）の直流特急形電車。

## 概要
空港アクセス列車である特急「成田エクスプレス」に使用されていた253系の置き換えおよび輸送力増強を目的に開発され、2009年（平成21年）10月1日より営業運転を開始した。車両デザインは253系に引き続きGKインダストリアルデザインが担当した。
開発に際しては、253系で確立されたブランドイメージを継承しつつ、さらにクオリティの高いデザインにブラッシュアップさせることを目指した。また、日本国外からの旅行者にとっては、日本で初めて乗る特急車両であるという考え方のもとに、日本の文化を感じられる高品質さと、快適な移動空間を提供することを狙っている。
また、E233系以降のJR東日本の電車では、電気機器や保安装置などを二重系とすることにより信頼性と安定性を確保する方針であり、本系列もその方針を継承している。
2009年（平成21年）にグッドデザイン賞（財団法人産業デザイン振興会）、2010年（平成22年）に第53回ブルーリボン賞（鉄道友の会）、2011年（平成23年）に第11回ブルネル賞を受賞。

### 登場の経緯
JR東日本では、東京から約70 - 80 km離れている成田国際空港（以下「成田空港」と表記）へのアクセス特急列車として、1991年3月19日より「成田エクスプレス」の運行を開始し、専用車両として253系を開発し、運用していた。「成田エクスプレス」の利用者数は順調に増加し、253系も2002年（平成14年）までの間に5次にわたって増備された。
一方、成田空港では2005年（平成17年）に並行滑走路（B滑走路）の延伸を行うことで大型旅客機の離着陸回数の増加を図る方針を固め、2010（平成22）年度完成予定で並行滑走路延伸の工事に着手した。滑走路の延伸に伴い、年間発着回数が20万回から22万回に増加することで、成田空港の利用者数はさらに増加すると見込まれた。また、2010年（平成22年）には京成電鉄が営業最高速度を160 km/hとした成田空港線（成田スカイアクセス線）を開業させ、同時に京成の空港連絡列車「スカイライナー」にも新型車両としてAE形が導入されることになった。

## 構造

### 車体
E653系以降、JR東日本の特急車両で実績のあるアルミニウム合金の中空押出型材を使用したダブルスキン構造とし、溶接箇所の削減や車体剛性の向上を図った。また、型材にカーテンレールと同様の溝を設け、これを利用して機器や内装品を直接取り付けることを可能にすることで、取り付け工数の削減を図った。床構造はE257系で採用されたゴム系の弾性材料を用いたが、出入台（デッキ）を含む客室全体にアルミニウム板を挿入し、その上に床敷物を敷く構造として、車内の静粛性をさらに高めることを狙った。
車体幅はE257系と同じ2,946mmとしたが、車体高さは後述するように客室内に車内情報表示器を設置する関係上、通路部分の高さを確保する必要があることから、E257系より105mm高くした。また、プラットホームとの段差を縮小するため、床面の高さは253系より50mm低い1,140mmに設定した。客用扉は普通車では2箇所に、グリーン車では1箇所に幅935mm（有効開口幅926mm）の片開き扉を設けた。側面窓は連続窓で、窓の高さは253系の600mmから745mmに拡大された。
先頭車はE351系と同様に、連結した際の貫通扉を設けた高運転台構造とした。連結時には営業運行時にも先頭部の貫通扉を使用可能とすることとした上、自動的に貫通幌を接続する機構（自動ホロ装置）や運転席メーターパネルの配置などに制約が多かったため、実物大模型（モックアップ）を作成の上、視界や機器配置などが最適となるように検討した。そのため他の編成との連結時は、通路を介して編成間の通り抜けが可能である。また、デザインと機器収納の制約上から、先頭車の車体長はE257系と比較して500mm長い21,000mmとなった。前面ガラスは3次曲面で構成されたグリーンガラスを使用し、前方視認性の確保と日射透過率・紫外線透過率の改善を両立させた。ワイパーは主ワイパー2本に加え、故障に備えて補助ワイパーを1本設けた。3本あるうちの中央のワイパーが補助ワイパーである。
前部標識灯はディスチャージヘッドランプ (HID) とシールドビームの併用とし、後部標識灯は発光ダイオード(LED)とした。また、側面種別・行先表示器はフルカラーLED式で、行き先や号車番号のほか、N'EXのロゴをアニメーションで流している。
カラースキームについては概ね253系から継承しており、「成田エクスプレス」のブランドイメージ確立を図っている。ベースカラーは白（ポーラホワイト…極地の白）■、窓周りは窓の下辺から屋根の肩部分までを黒（コズミックブラック…宇宙の空間）■とし、屋根全体を赤（ホリゾンタルカーマイン…地平線に輝く太陽）■とした。ただし、253系で窓のない部分に使用されていた灰色（ストラトスフィアグレー…成層圏の空）は目立つようには使用されていないほか、正面は貫通扉を黒としたほかはベースカラーの白としたため、正面に関しては赤が目立つ253系と比較して大きく印象が変わることになった。
「N'EX」のロゴマークについても253系から引き続き継承しており、先頭車の連結面側と正面貫通扉にデザインされた。正面は、253系ではワンポイント程度に記してあったマークを、貫通扉カバー部分に大きく「N'EX」と大書した。
2023年3月24日、車体色やロゴマークのリニューアルを実施して2024年4月以降までに全編成のデザインを更新する計画を発表し、順次新デザインを施した車両が運転を開始している。新デザインでは正面貫通扉をE257系500番台の前面同様のシルバーに変更し、「N'EX」のロゴマークを「SERIES E259」のロゴに貼り替えたほか、先頭車後位側の「N'EX」のロゴマークを「SERIES E259」のロゴに貼り替えた。一方、「N'EX」のロゴマークは配置変更（旧デザインでは航空機を模したロゴと「N'EX」の文字が横続きだったが、新デザインでは上部に航空機を模したロゴ・下部に「N'EX」の文字の二段）として、前方客用扉と客室窓の間のスペースに移されている。これについても、2024年3月のダイヤ改正で同車が「しおさい」に投入されることに伴い、乗客が成田エクスプレスと間違えて乗車してしまうおそれがあることから2023年12月頃より順次剥がされた。

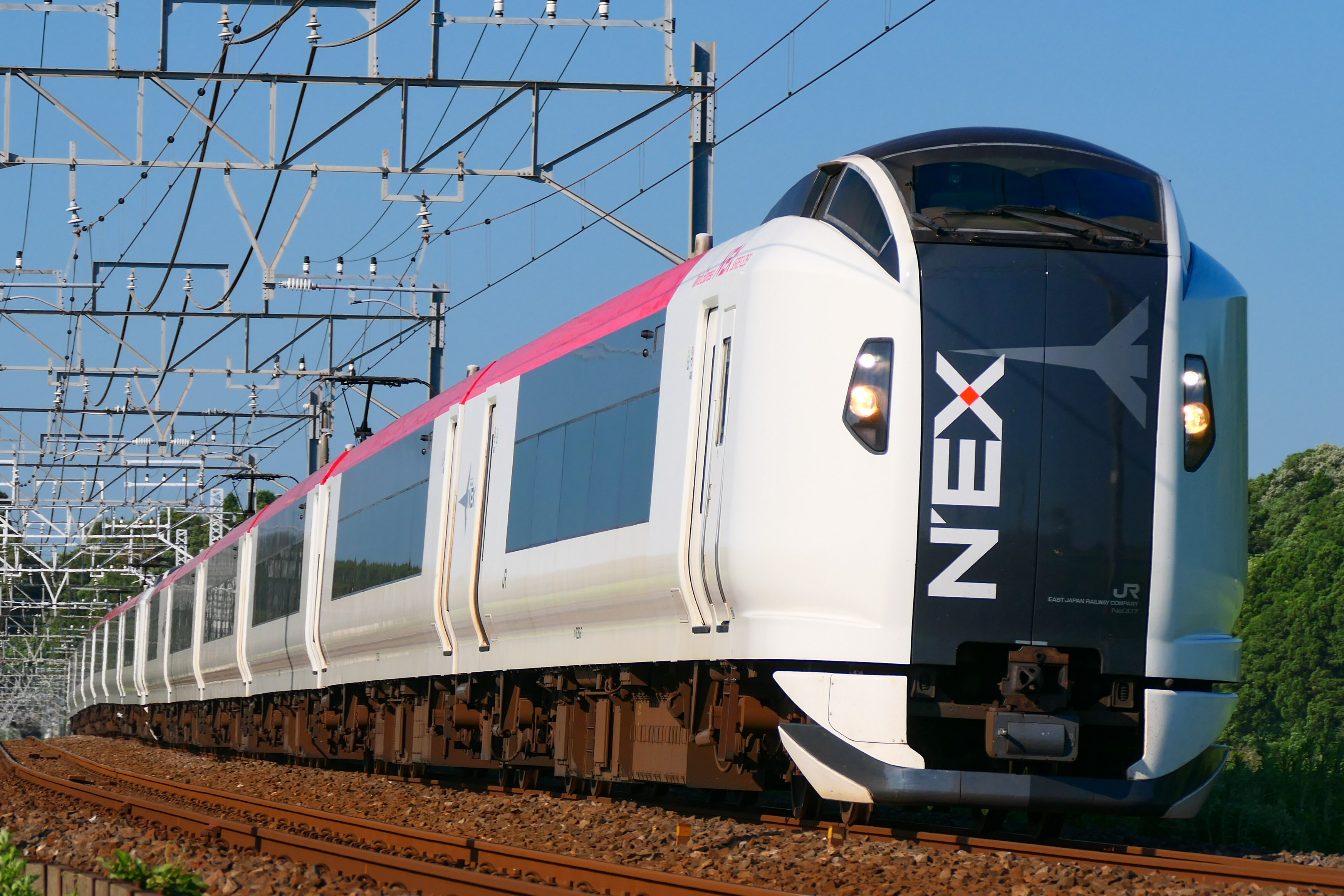
登場時の外観
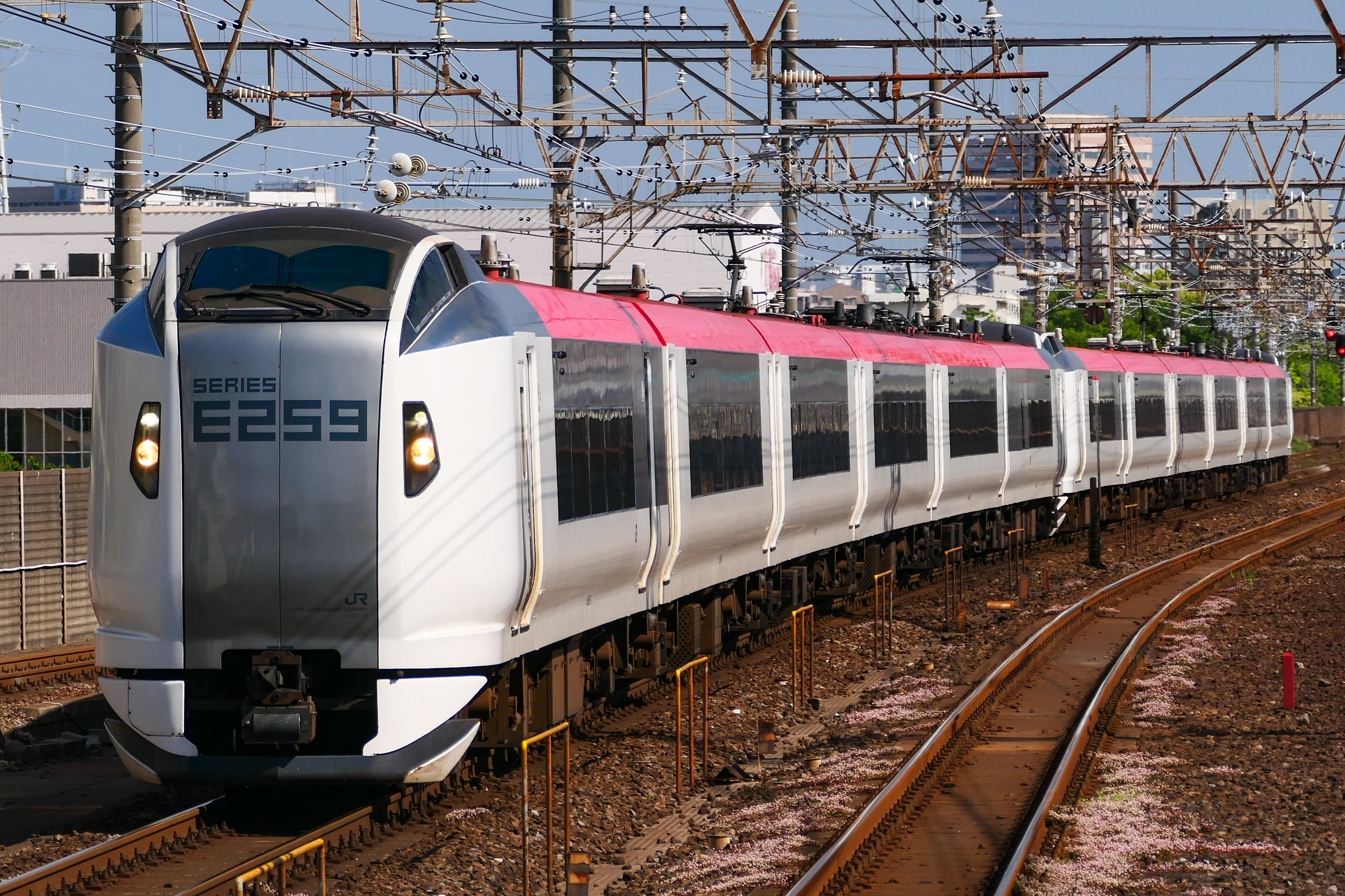
リニューアル後の外観
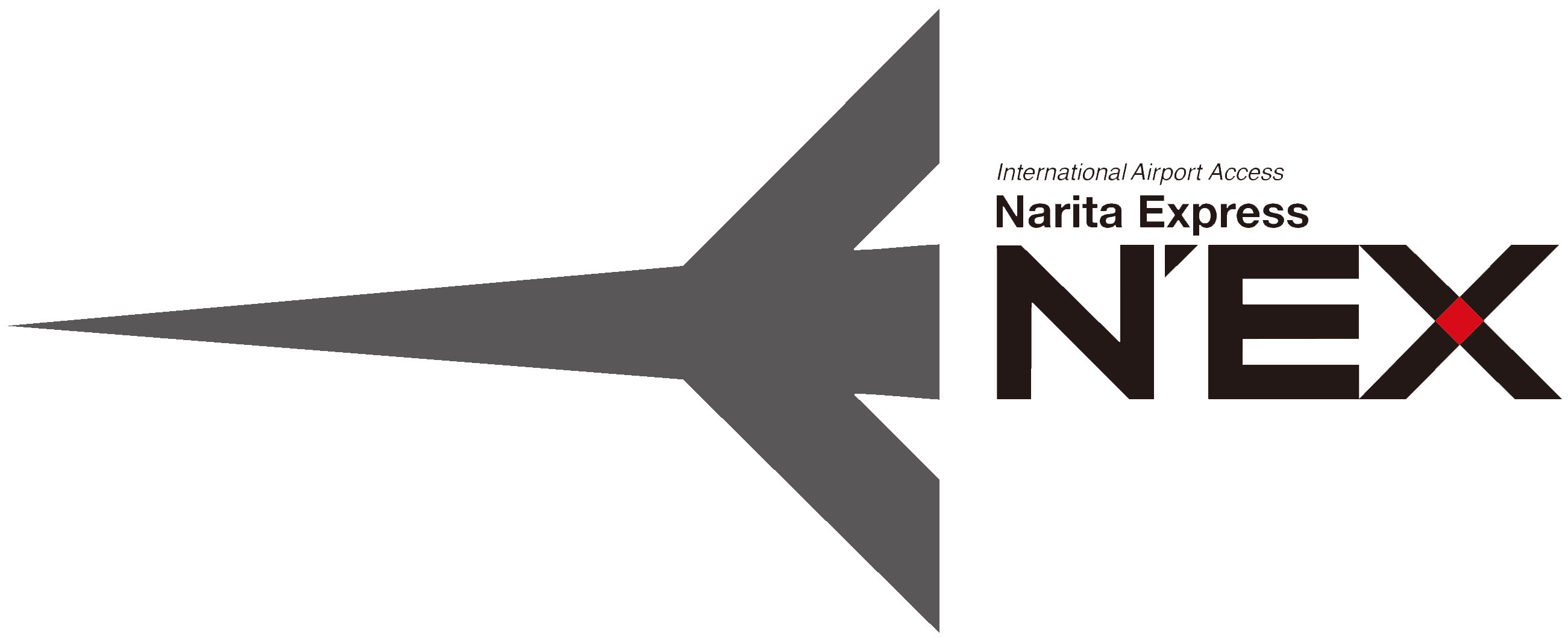
登場時のロゴマーク
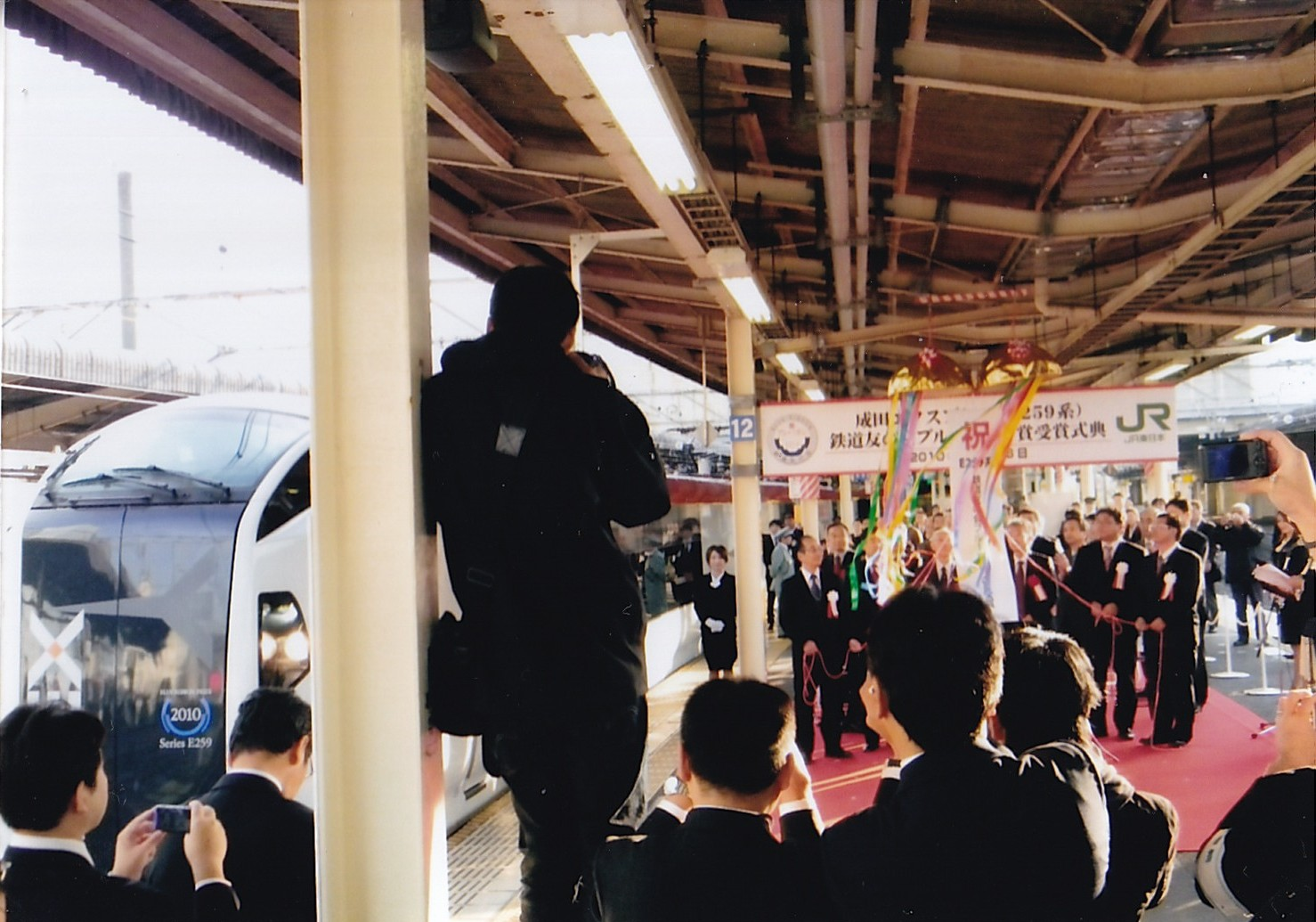
ブルーリボン賞受賞式典、車体には受賞記念ステッカーが添付された。

### 内装
客室
客室は普通車・グリーン車とも開放型客室のみであり、253系で設けられたグリーン個室（コンパートメント）は設けられていない。
客室内は天井を床面から2,305mmと可能な限り高くとり、空調・排気用のダクトは天井には設けていない。これにより、後述の車内情報表示器を設置した場所でも床面から2,030mmの高さを確保した。天井にはルーバーを客室内全長にわたって通した上で、スピーカーやダウンライト（発光ダイオード）を埋め込んでいる。客室照明は蛍光灯の配置を工夫し、連続した間接照明とした。
荷物棚は奥行きを確保した上で高さをE257系と比較して40mm下げることで、荷物を載せやすいように配慮した。253系とは異なり、蓋は設けられていない。荷物棚の先端と下面に空調の吹き出し口を設けたが、下面の吹き出し口については座席の直上に配置するとともに、風量を個別に調整できるようにした。窓のカーテンは253系と同様に巻き上げ式ロールカーテンを採用した。
客室内床面は日本の伝統模様である市松模様デザインとした。床敷物は普通車ではゴム製を、グリーン車ではカーペットを採用した。また、グリーン車の室内照明は電球色の蛍光灯を採用した上、客室内壁を木目調とすることで、253系グリーン車以上の落ち着きとグレード感の提供を図った。
客室内の車内情報表示器は17インチ液晶ディスプレイ (LCD) 2基を1ユニットとしたものを、グリーン車では4ユニット、普通車では中間車に6ユニットと先頭車に4ユニットを設置した。設置場所には視認性に優れた場所を考慮している。この車内情報表示器は、列車の行き先や停車駅案内のみならず、成田空港発のフライトインフォメーションや首都圏各線の運行情報などを4か国語（日本語・英語・韓国語・中国語）で案内するものであるが、液晶ディスプレイを使用した車内案内表示器は、JR東日本の特急型車両としても初の採用となった。
このほか、屋根上に設置したアンテナで受信した中波放送（AMラジオ）および超短波放送（FMラジオ）の電波を車内に輻射する装置を設けている。
また同じく屋根上にWiMAXのアンテナを設置しており、車内のWiMAX送受信機を通じて無線LANアクセスポイントに接続、車内で公衆無線LANサービス（UQ Wi-Fi（UQコミュニケーションズ）、BBモバイルポイント（ソフトバンクテレコム）の2サービスに対応）を利用可能にしている。2010年2月からはこのWiMAX設備を前述の液晶案内装置へのデータ伝送にも利用（デジタルサイネージ）している。
座席
座席については、黒い表地に赤いシートカバー（ヘッドレスト）という外観については253系から継承したが、普通車・グリーン車とも両側2人がけの回転式リクライニングシートとした。253系では座席をカンチレバー式として回転機構を設けないことで座席下の収納スペースを確保していたが、本系列では回転式の座席を使用したため、座席下に暖房機器の設置を行なわないことによって、座席下の収納スペースの高さを250mm確保した。代わりに、側壁下部に薄型の暖房ヒーターを車内全長にわたって配している。また、各座席とも可動式のヘッドレストを装備したほか、肘掛先端にはノートパソコンや携帯電話の充電などに利用することを考慮した電源コンセントを設けた。座席裏側には折りたたみ式テーブルと網製のシートバックポケットを設けた。
普通車は座席間隔（シートピッチ）を1,020mmで設定したが、これは253系と同一のピッチである。表地は市松模様の織物とした。5号車には車椅子が固定可能な1人がけリクライニングシートを6号車側の出入台脇に配置した。通常の座席は窓側に回転する構造であるが、この座席のみ通路側に回転する構造としている。
グリーン車では座席間隔を1,160mmに設定し、T字型の跳ね上げ式フットレストを設けたほか、座席表地を本革製とすることで差別化を図っている。本革は、座面と背ずり部分についてはパンチング加工を施して通気性の向上を図っている。
その他の設備
客室端部の出入台側には、253系と同様に大型の荷物置き場を設置した。荷物置き場と客室の間には仕切りを設けているが、仕切り扉は設けていないため、客室内から荷物置き場を直接目視することが可能である。荷物置き場は3段になっており、下段にはスーツケースを縦置きに、中段にはスーツケースを横置きに収納することが可能な寸法を確保した。また、乗客自身が操作するダイヤル式ワイヤ錠を、グリーン車の荷物置き場には24個、普通車では荷物置き場1箇所につき16個（1両で32個）設置し、荷物室天井には防犯監視カメラを設置することで、さらなるセキュリティの向上を図った。
各車両の出入台には17インチ液晶ディスプレイを1台ずつ設置したほか、普通車の出入台には折りたたみ式座席（ジャンプシート）を2つずつ設置した。客室との仕切り扉は幅1,100mmの透明な両開きの自動扉を採用した。客用扉には開閉時に「ドアが閉まり（開き）ます」とアナウンスが流れるほか、鴨居部に赤色の開閉表示灯を設置している。
トイレは1号車に洋式トイレと男性用小便所と洗面所を、6号車には電動車椅子にも対応する洗面所兼用の洋式トイレと男性用小便所を1つずつ設けた。洋式トイレにはベビーチェアや収納式おむつ交換台も設置しているほか、6号車の便所ではスイッチ式の自動開閉扉を採用した。洋式トイレの汚物処理方式は清水空圧式である。
6号車には多目的室と車内販売準備室を設置した。多目的室は車椅子に乗ったままで入室が可能なように、出入口の寸法を1,230mmと広くとった。また、室内の折りたたみ椅子は、倒すとベッドとして使用することも可能である。
なお、出入台の仕切り扉左側と便所のドア内部には車内の案内のために触地図を設けたが、これはJR東日本の特急車両では初採用となった。
乗務員室
運転台は、機器配置はE351系の運転台と同様に、ラウンド状（運転台を中心とする円形状）に、操作系の機器と表示系の機器を区分した配置としている。表示機器については、E233系と同様のグラスコックピット方式を採用し、アナログ式計器類や表示灯はほとんど存在しない。主幹制御器はE233系と同様、左手操作のワンハンドル式（力行とブレーキを1つのハンドルで操作する方式）を採用した。

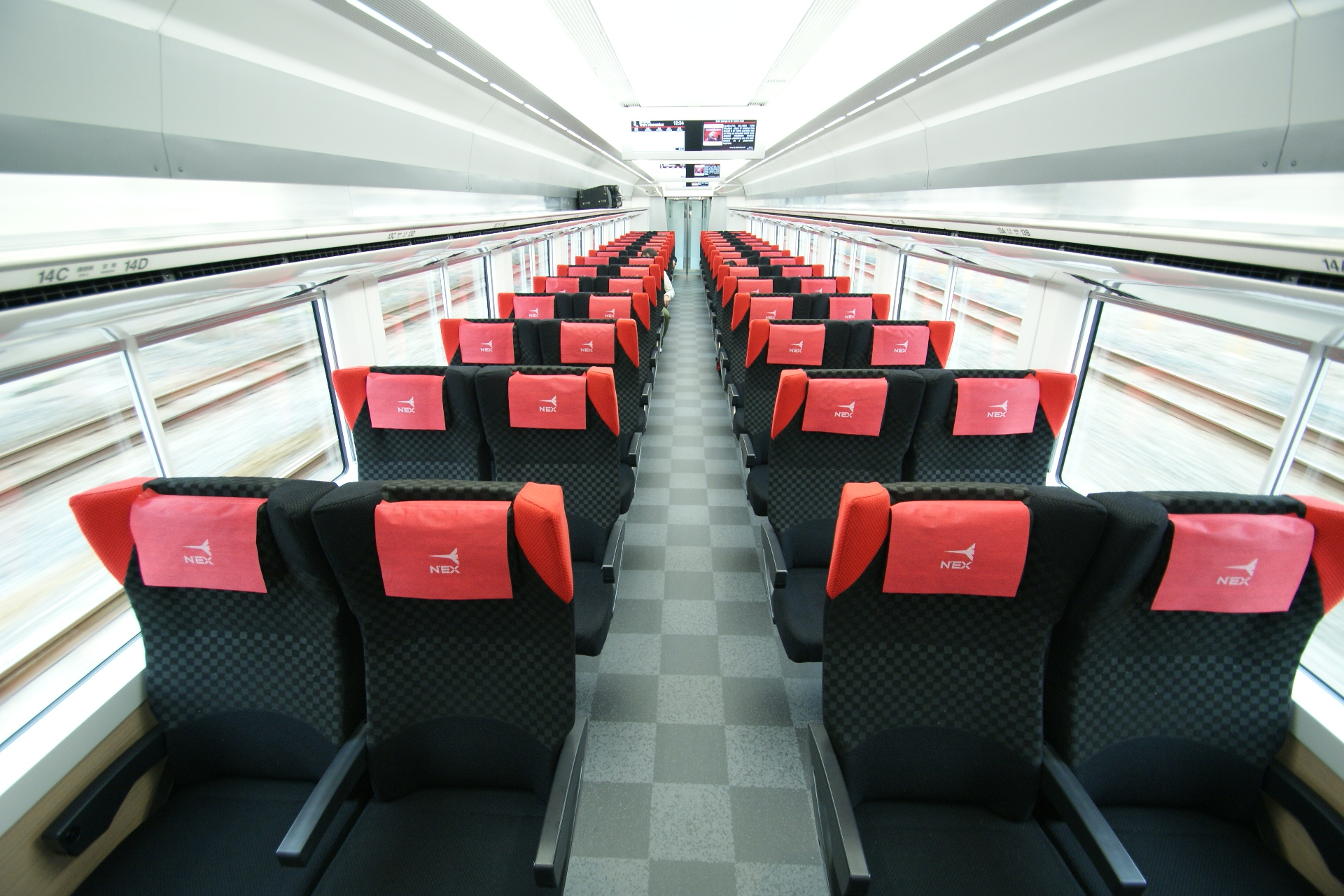
普通車車内
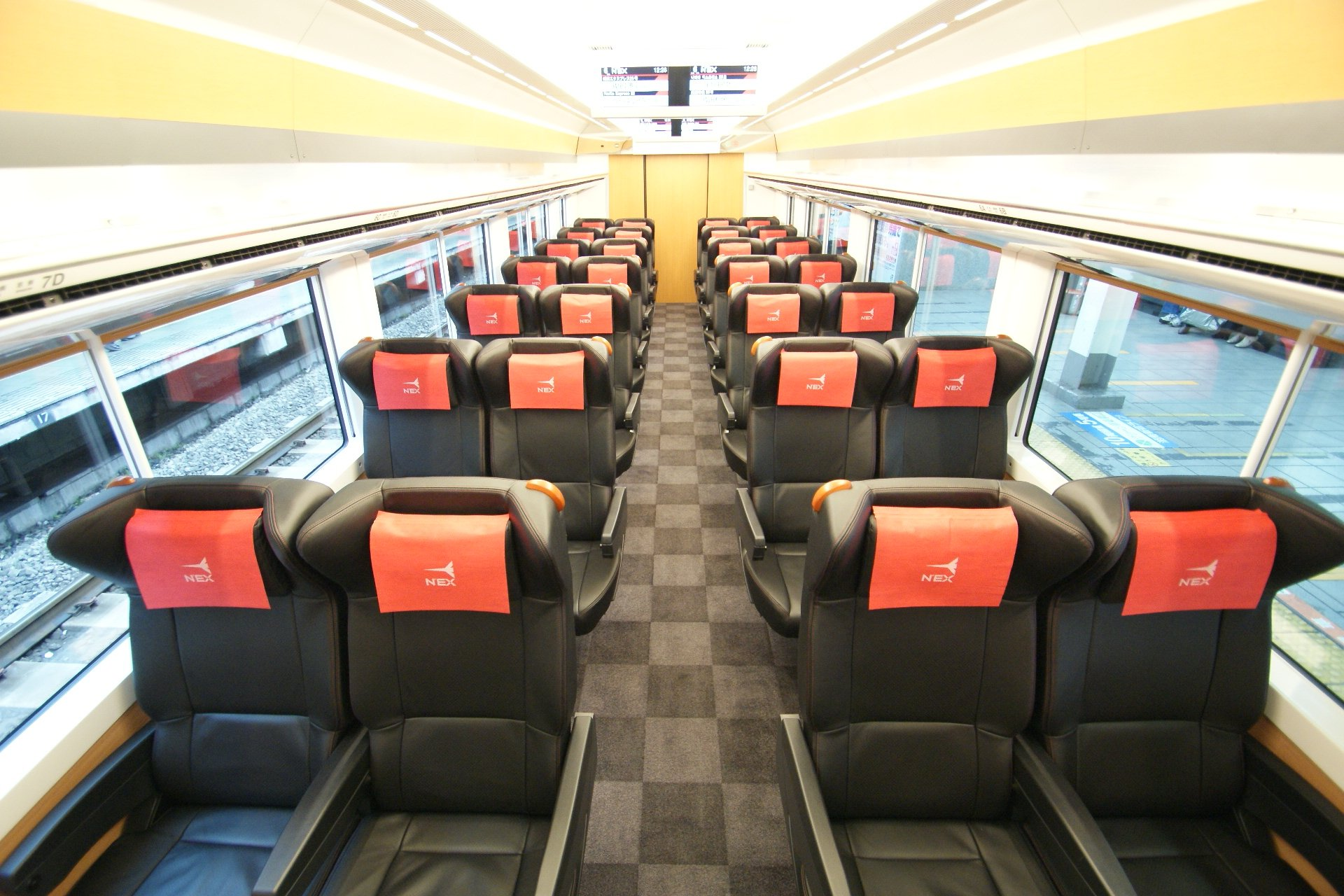
グリーン車車内
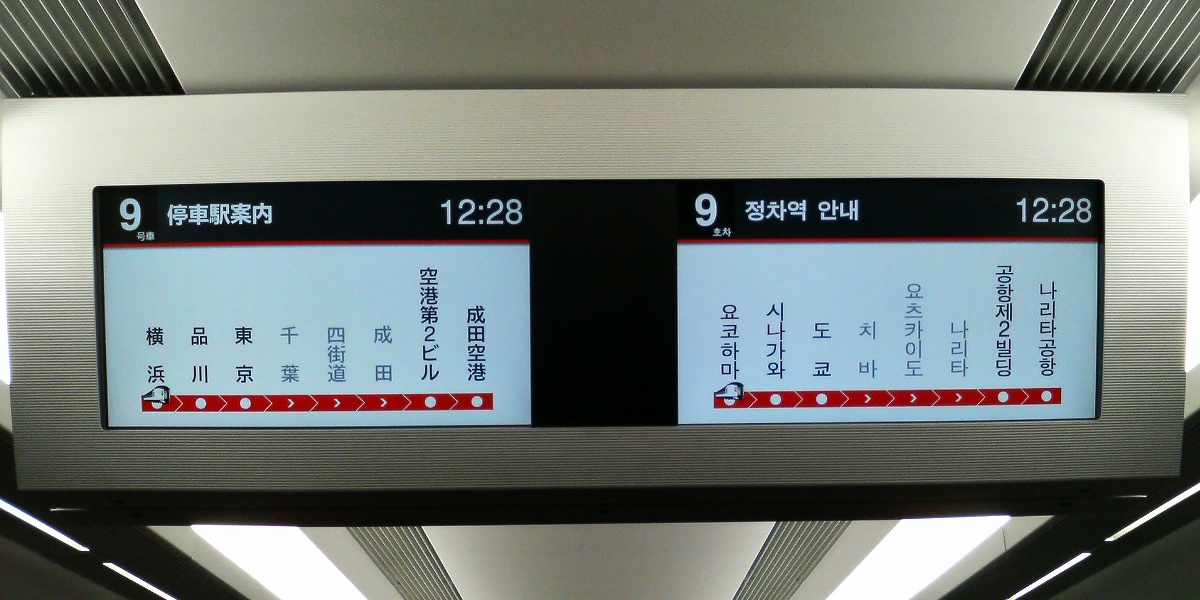
客室内の車内情報表示器
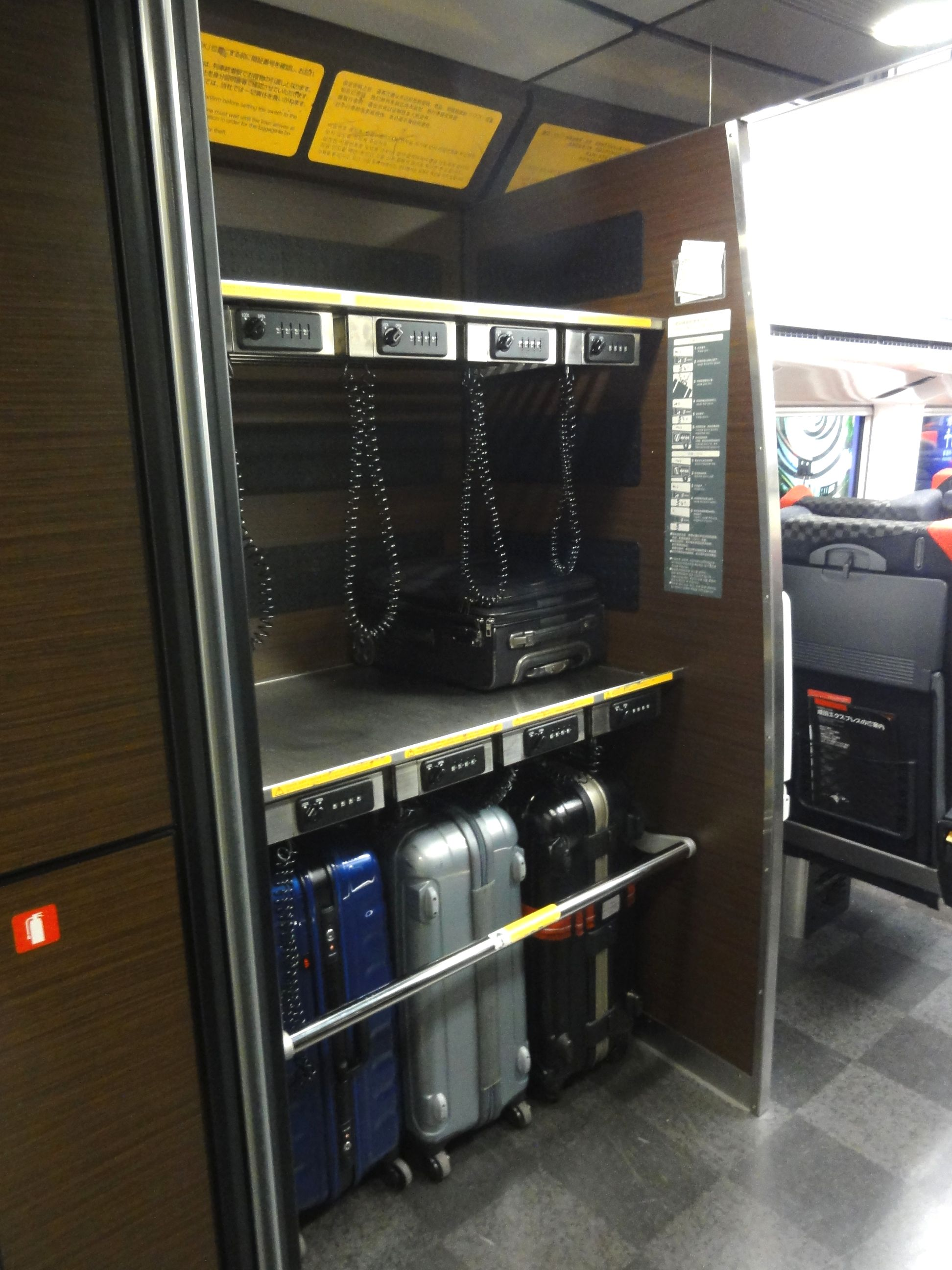
ダイヤル式ワイヤ錠が設けられた荷物置き場
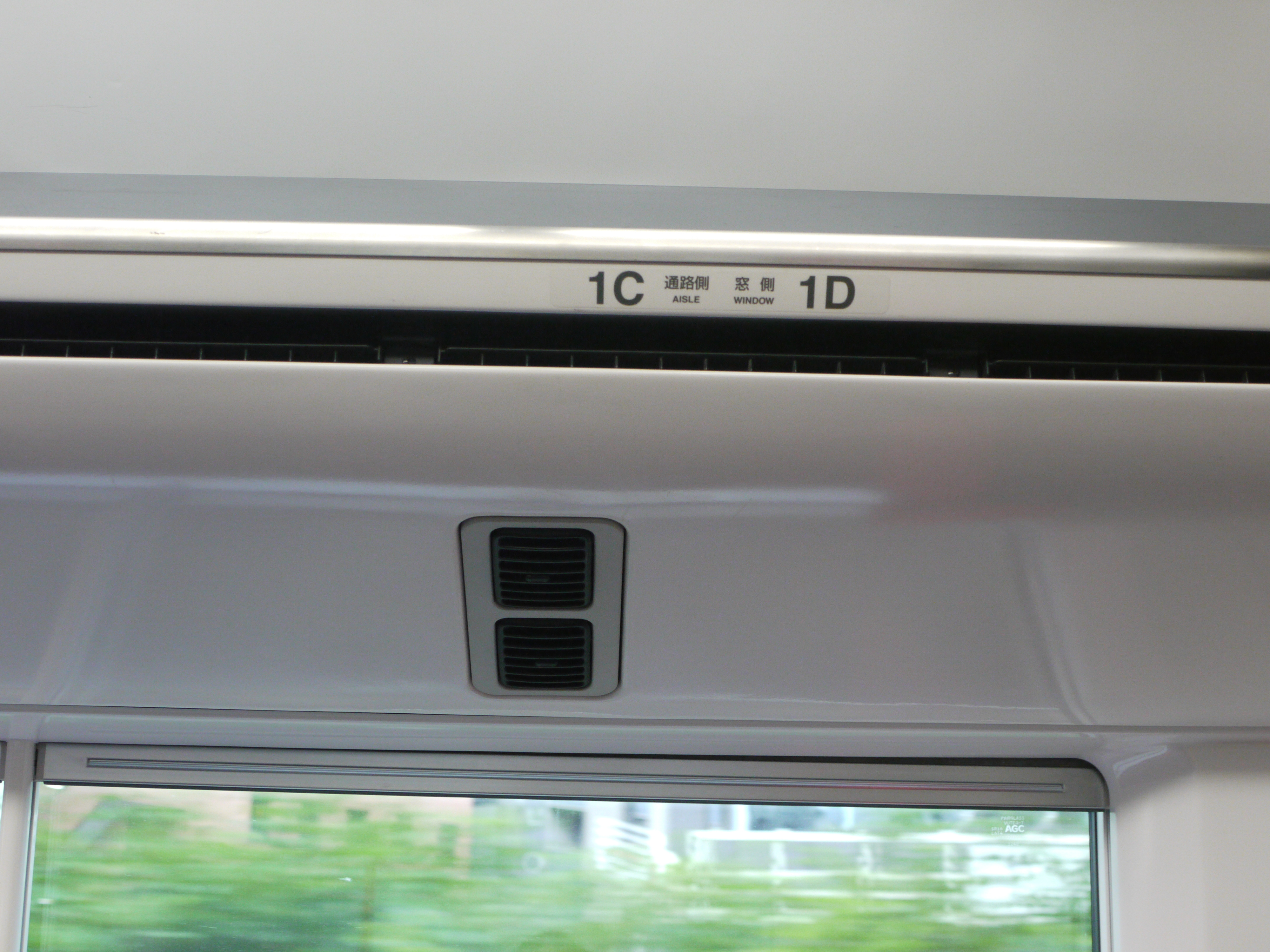
荷物棚の下には座席ごとに調整できるダクトを装備
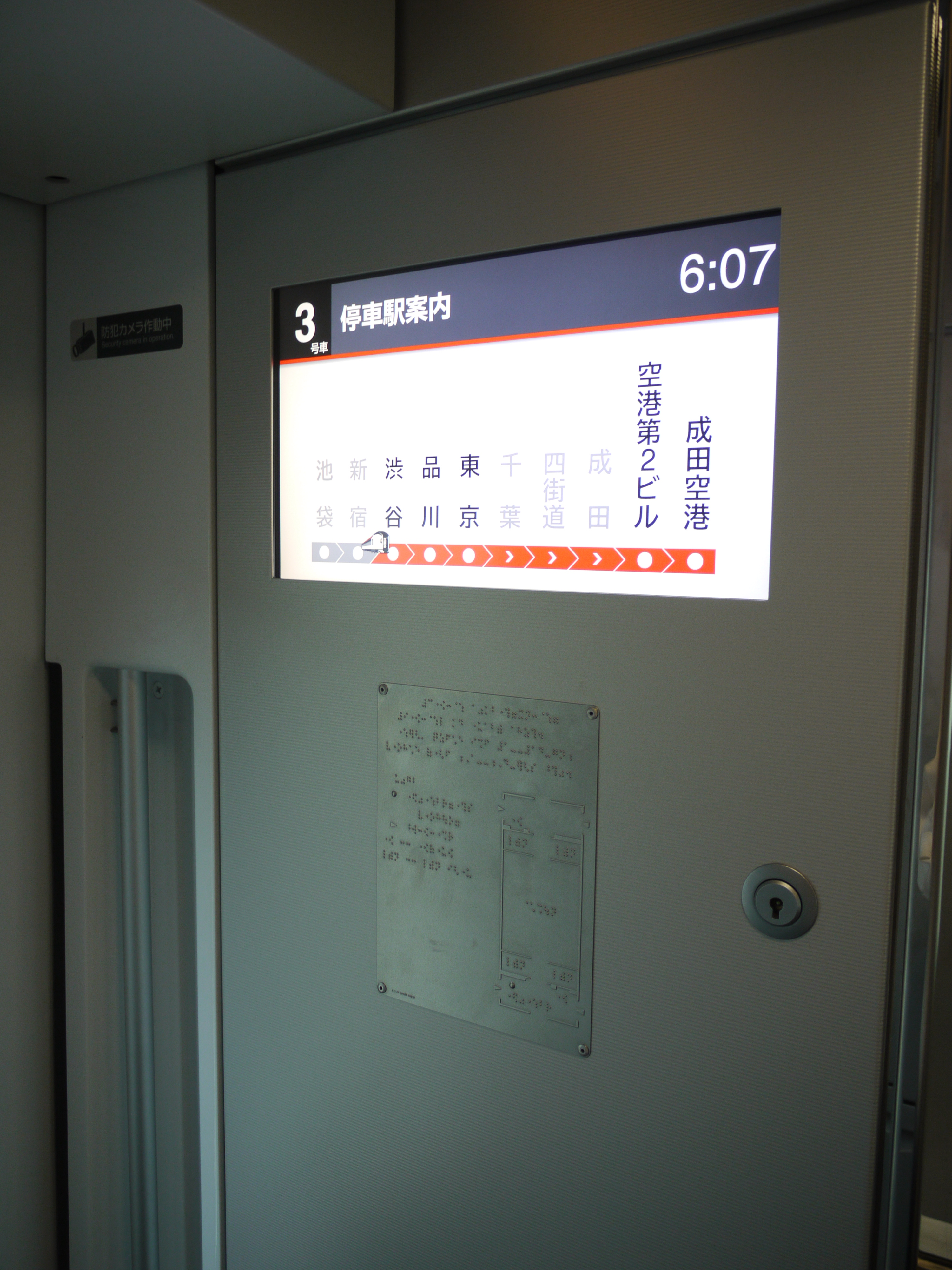
デッキに設けられた触地図と車内情報表示器
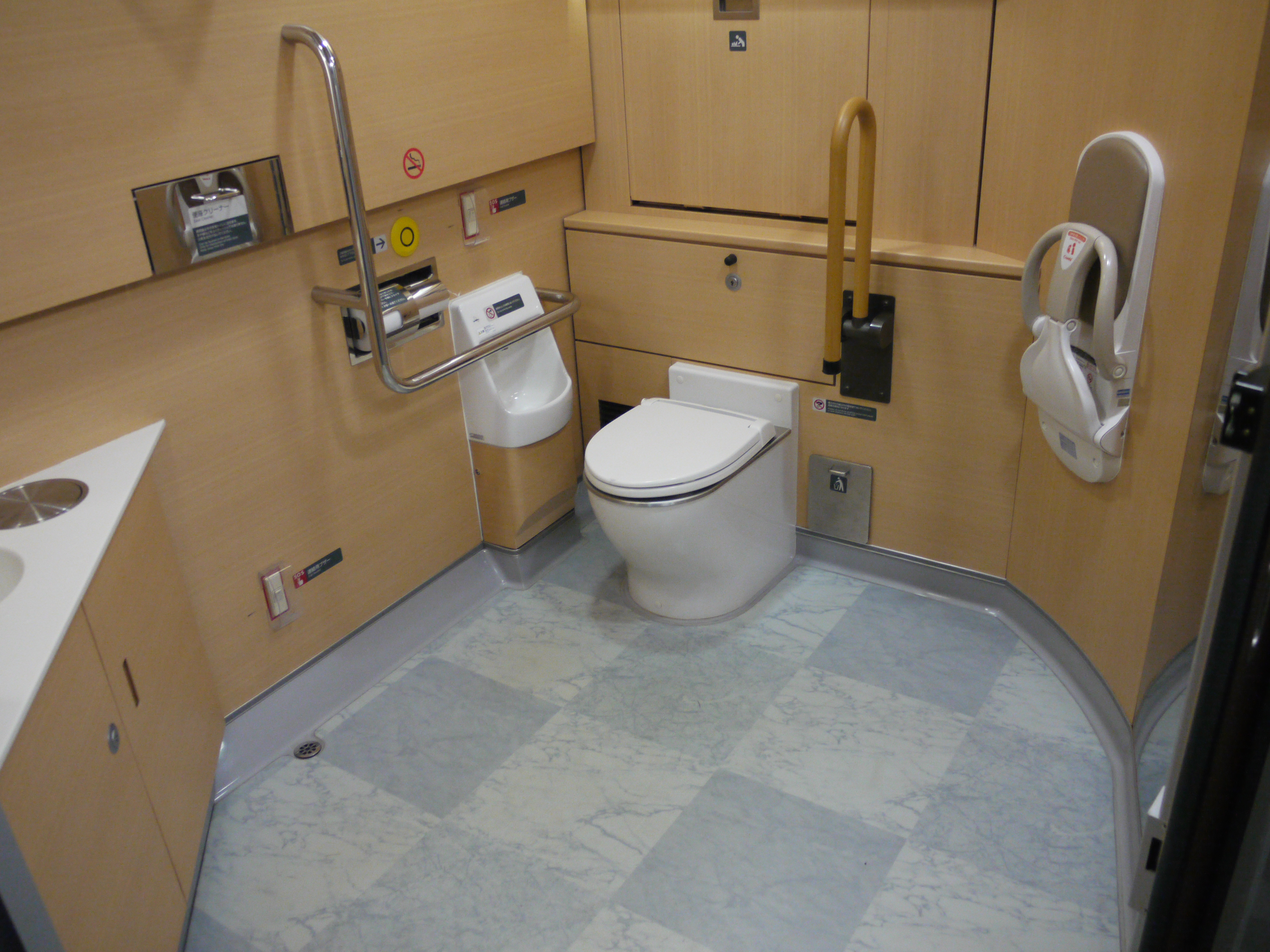
バリアフリートイレ
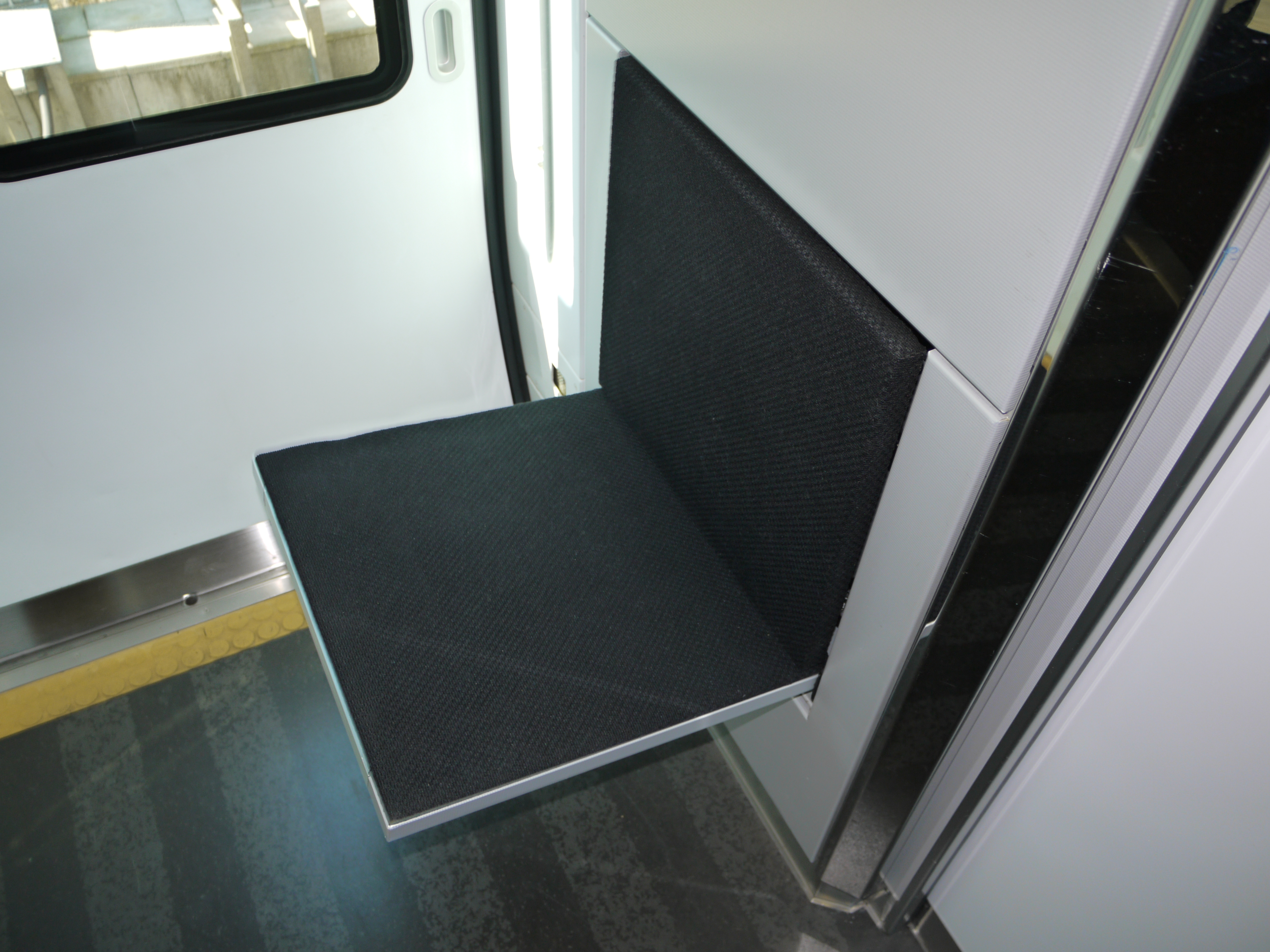
デッキに設けられた折りたたみ椅子
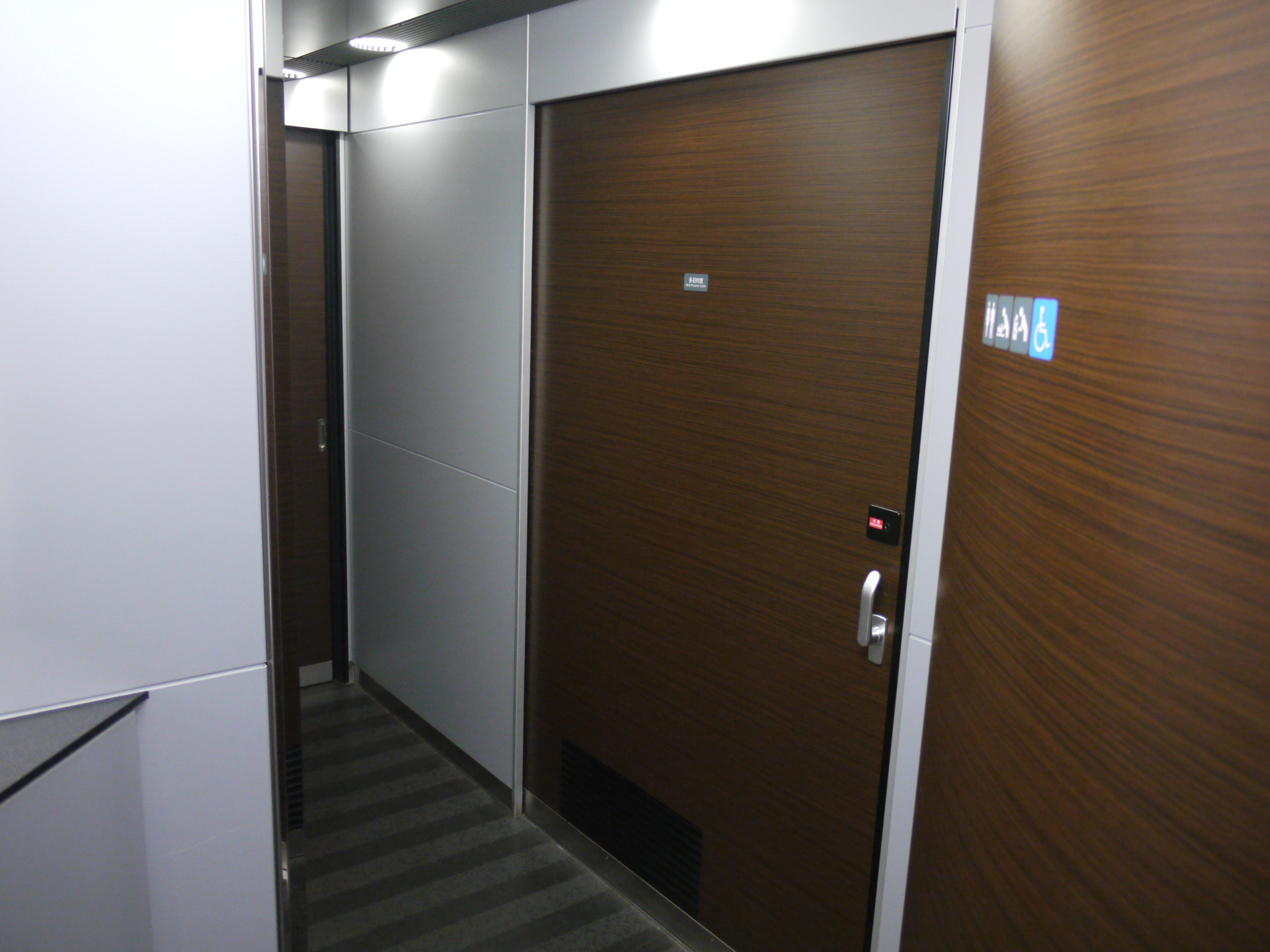
多目的室

### 主要機器
駆動・ブレーキの制御とも、運転台から車両に搭載されている列車情報管理システム「TIMS」を経由してインバータ制御装置およびブレーキ制御装置へ伝送する方式である。
制御方式は、かご形三相誘導電動機4台を1群とし、1台のインバータ装置で2群の制御を行なうVVVF（可変電圧・可変周波数）インバータ制御方式（日立製作所製）とした。主回路は2レベル式で、インバータ装置の主変換素子はIGBT（3,300V - 1,200A）である。インバータ装置はE233系3000番台国府津車両センター初期落成車（E01・E02編成およびE51・E52編成）が搭載するSC90形と同等のものであるが、本系列では床下に空調装置を搭載しており、空調ダクトがある関係で装置の取り付け金具を長くしたため、天地寸法を725㎜→700㎜に縮小したSC90A形である。
主電動機はE531系・E233系で使用しているMT75形と本体が同一で、主電動機冷却用のダクトを車体側に設けたMT75B形（定格出力140kW）を採用した。歯車比は17:96 (5.65) に設定した。最高速度は253系と同じ130km/hである。
制動装置（ブレーキ）は回生ブレーキを併用した電気指令式空気ブレーキを常用ブレーキとして採用した。常用ブレーキでは、編成ブレーキ力を管理するシステムにより、制輪子の磨耗を低減・均一化するようにブレーキ制御を行なっている。また、空転や滑走が発生した場合は滑走した車軸のブレーキ力を弱めることで再粘着の促進を図った。このほか、勾配線区での速度超過を防止する抑速ブレーキ、降雪時に制輪子と車輪踏面の間に着雪することを防止するための耐雪ブレーキ、保安用の直通予備ブレーキを装備した。
台車は電動台車（電動機により駆動される台車）はDT77形、駆動軸のない付随台車は先頭車前部がTR262形、先頭車後部はTR262A形を採用している。いずれもE257系やE233系に使用されている台車を基本とした、ヨーダンパ付軸梁式ボルスタレス台車である。TR262A形台車には転動防止のための駐車ブレーキを設けた。

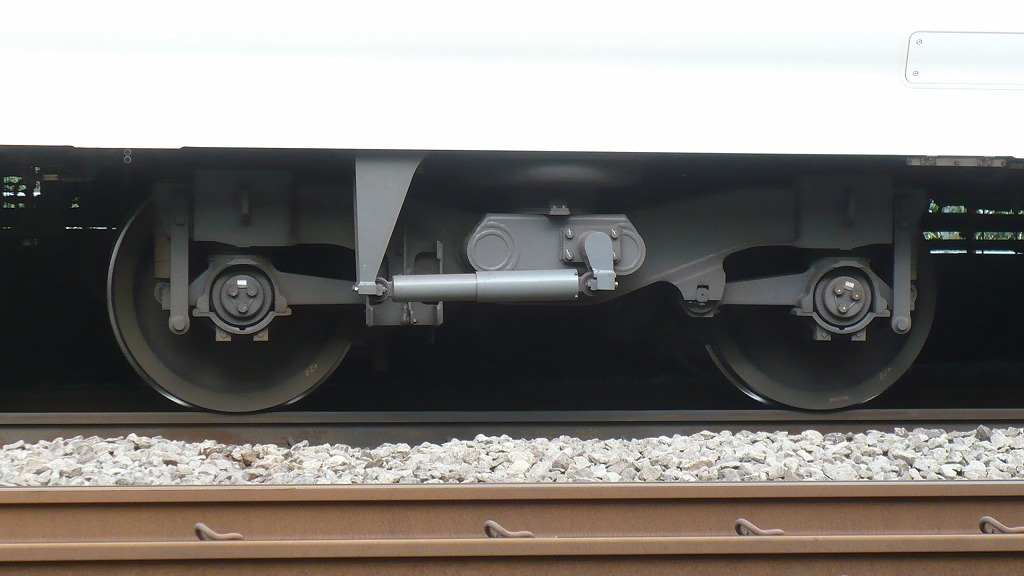
DT77形動力台車
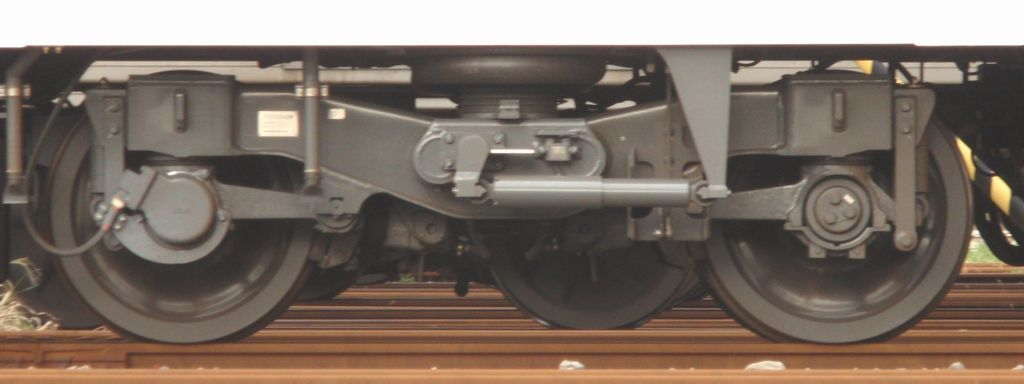
TR262A形付随台車
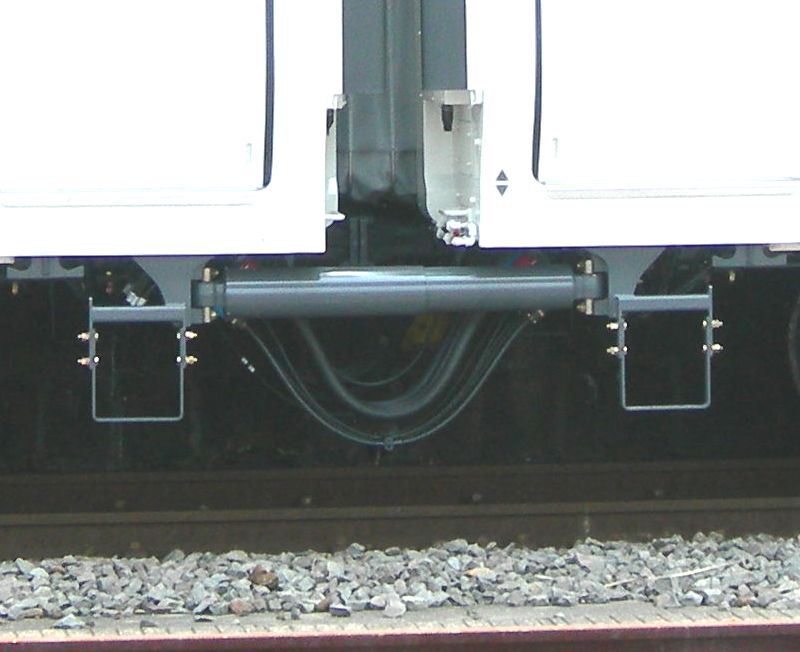
車体間ダンパ
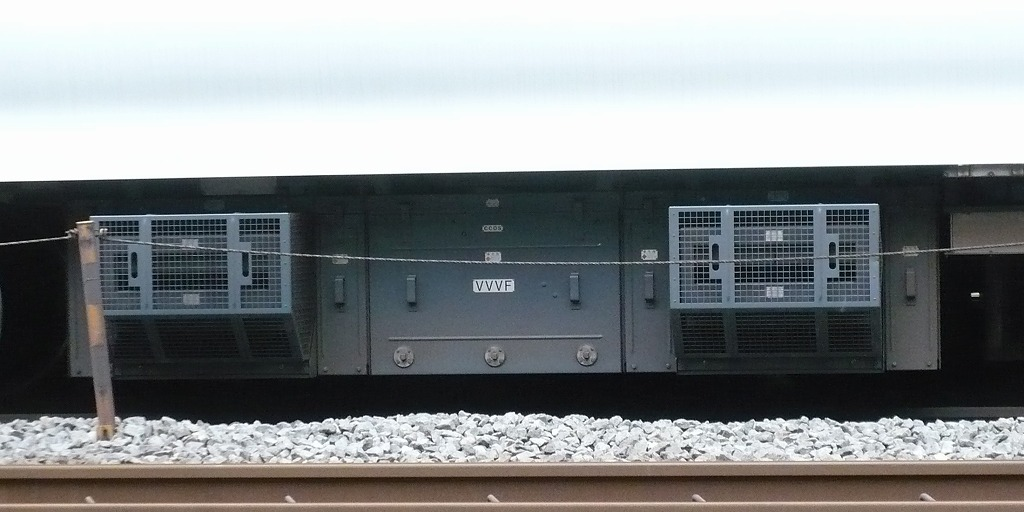
モハE259形のSC90A形VVVFインバータ装置
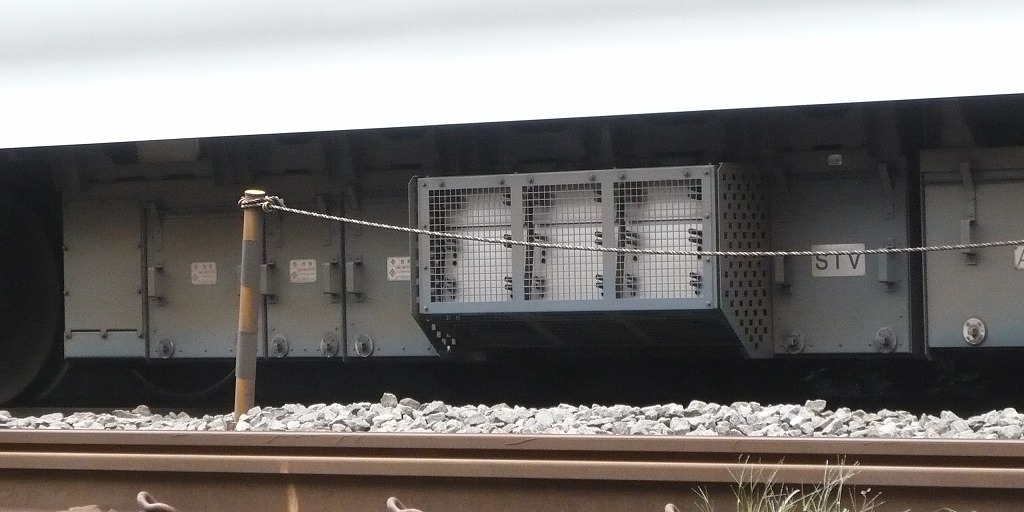
モハE258形のSC89A形SIV装置
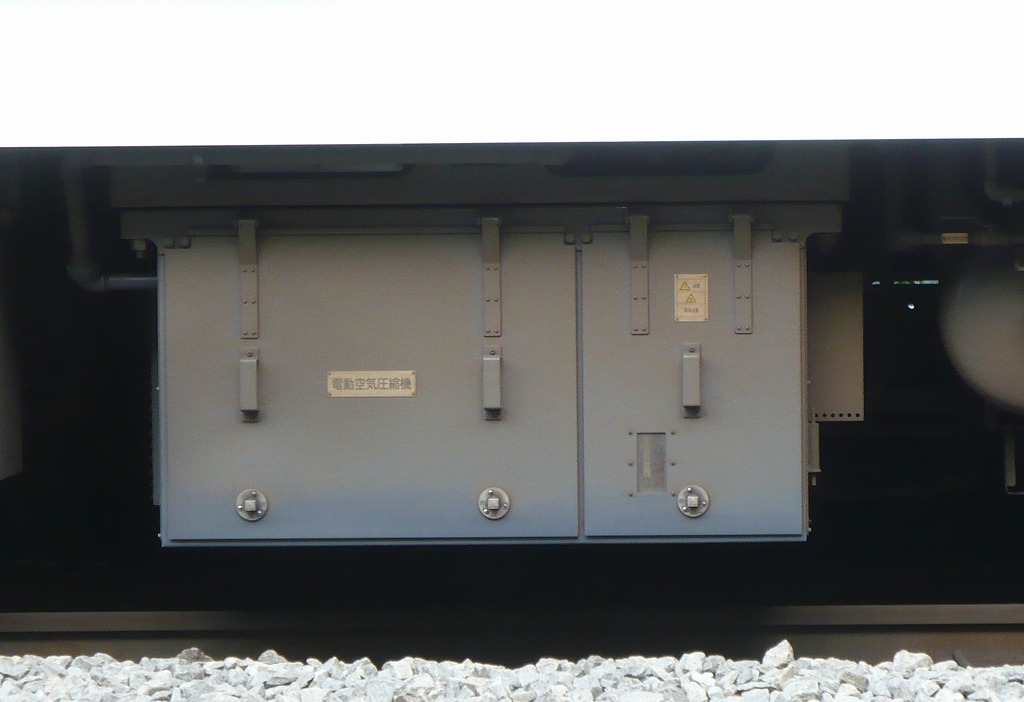
スクリュー式空気圧縮機
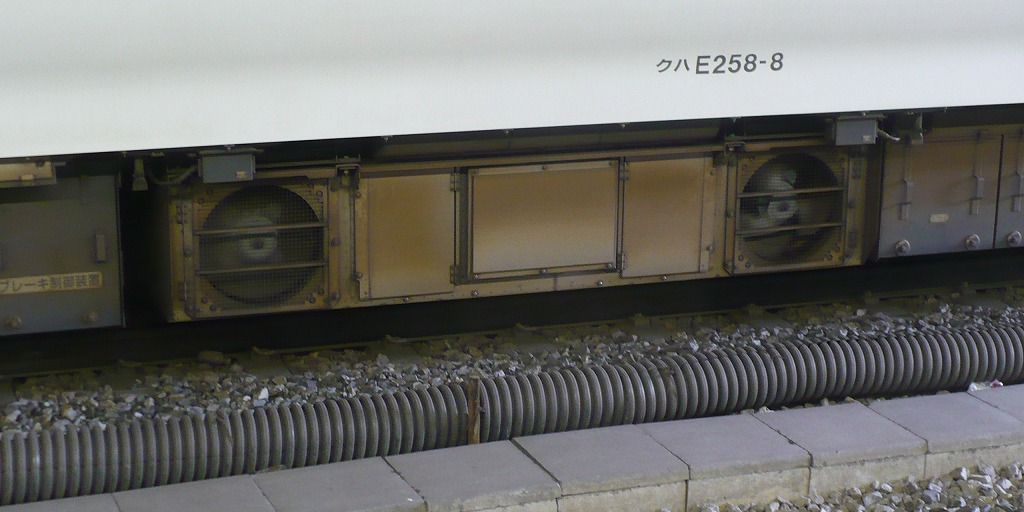
床下に搭載したAU302形空調装置

車端部妻面にはE257系と同様の車端ダンパを設け、さらに各車両間には車体間ダンパ（ショックアブソーバー）を設置した。また、先頭車では新幹線E2系・E3系・E657系で採用されている空気圧式の動揺防止制御装置（フルアクティブサスペンション）を搭載し、乗り心地の向上を図った。
集電装置（パンタグラフ）はE233系に搭載されているPS33D形シングルアーム式パンタグラフを、3(9)号車のモハE259形0番台に1台、5(11)号車のモハE259形500番台に2台搭載した。5(11)号車のパンタグラフのうち、4(10)号車側の1台は予備である。パンタグラフの折り畳み高さは地上から3,980mmとして、中央東線など狭小トンネルのある区間への入線も可能としている。
補助電源装置は三相交流440V、210kVAの容量を有するIGBT素子使用の東洋電機製造製の待機2重系静止形インバータ (SIV) SC89A形をモハE258形に搭載した。また、偶数号車にはスクリュー式電動空気圧縮機MH3124-C1600SN3B形を装備している。
空調装置は各車両の床下に冷暖房兼用のAU302A形を1基搭載する。冷房時の能力は41.86 kW (36,000kcal/h)、暖房時の能力は20kW (17,200kcal/h) である。なお、暖房は先述した側壁下部のヒーターとの併用である。

## 形式
253系では当初3両編成が1つの編成単位となっていたが、その後利用者の増加に伴い中間車を増備の上、過半数の編成が6両編成に増車されている。このため、本系列では落成当初より6両編成とし、東京 - 成田空港間では2本の編成を連結した6両＋6両の12両編成での運行を行なうこととした。編成は以下の通りで、6号車（12号車）はグリーン車、それ以外の車両は普通車である。成田空港・銚子方面に向かう列車の先頭車は6号車（12号車）となる。なお、通常の運用では5号車（11号車）のパンタグラフのうち、東京・新宿・大船寄りのものは予備搭載であるため通常は使用しない。
|          | ← 成田空港・銚子東京・新宿・大船 → | | | | | |
| 号車     | 6 （12） | ＜5＞ （11） | 4 （10） | ＜3 （9） | 2 （8） | 1 （7） |
| 形式     | クロE259形 0番台 （Tsc） | モハE259形 500番台 （M） | モハE258形 500番台 （M'） | モハE259形 0番台 （M） | モハE258形 0番台 （M'） | クハE258形 0番台 （Tc'） |
| 搭載機器 | CP,BT | VVVF | SIV,CP | VVVF | SIV,CP | BT |
| 質量     | 38.0t | 37.0t | 38.0t | 36.5t | 38.0t | 38.4t |
| 定員     | 28名 | 54名 | 56名 | 56名 | 56名 | 40名 |
| 車内設備 | - グリーン車 - 6（12）号車 - トイレ - 1（7）号車および6（12）号車。後者は車椅子対応。 - 多目的室 - 6（12）号車 - 車椅子対応座席 - 5（11）号車 | - グリーン車 - 6（12）号車 - トイレ - 1（7）号車および6（12）号車。後者は車椅子対応。 - 多目的室 - 6（12）号車 - 車椅子対応座席 - 5（11）号車 | - グリーン車 - 6（12）号車 - トイレ - 1（7）号車および6（12）号車。後者は車椅子対応。 - 多目的室 - 6（12）号車 - 車椅子対応座席 - 5（11）号車 | - グリーン車 - 6（12）号車 - トイレ - 1（7）号車および6（12）号車。後者は車椅子対応。 - 多目的室 - 6（12）号車 - 車椅子対応座席 - 5（11）号車 | - グリーン車 - 6（12）号車 - トイレ - 1（7）号車および6（12）号車。後者は車椅子対応。 - 多目的室 - 6（12）号車 - 車椅子対応座席 - 5（11）号車 | - グリーン車 - 6（12）号車 - トイレ - 1（7）号車および6（12）号車。後者は車椅子対応。 - 多目的室 - 6（12）号車 - 車椅子対応座席 - 5（11）号車 |

凡例
- VVVF：制御装置、SIV：補助電源装置、CP：空気圧縮機、BT：蓄電池

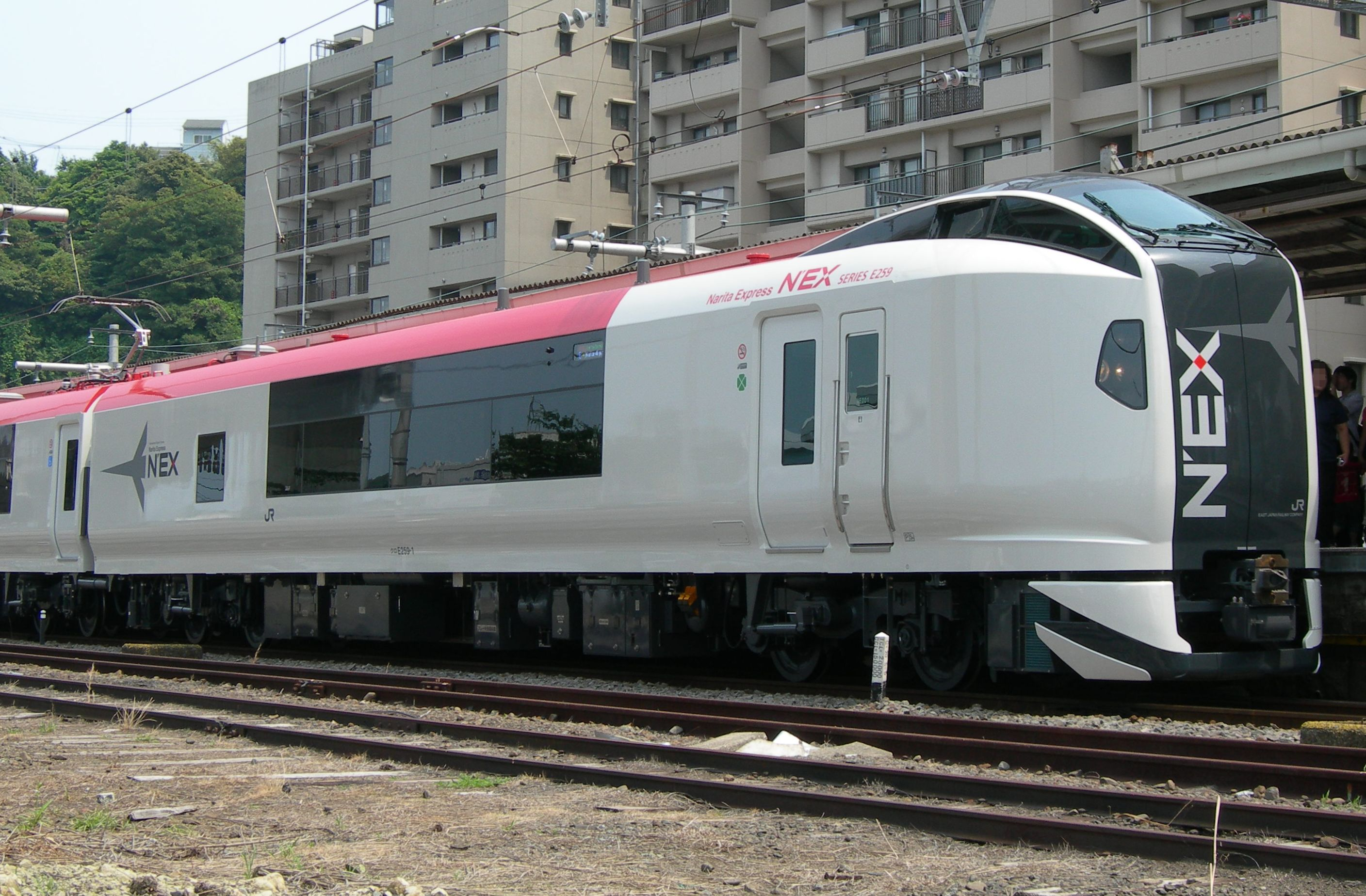
クロE259形0番台
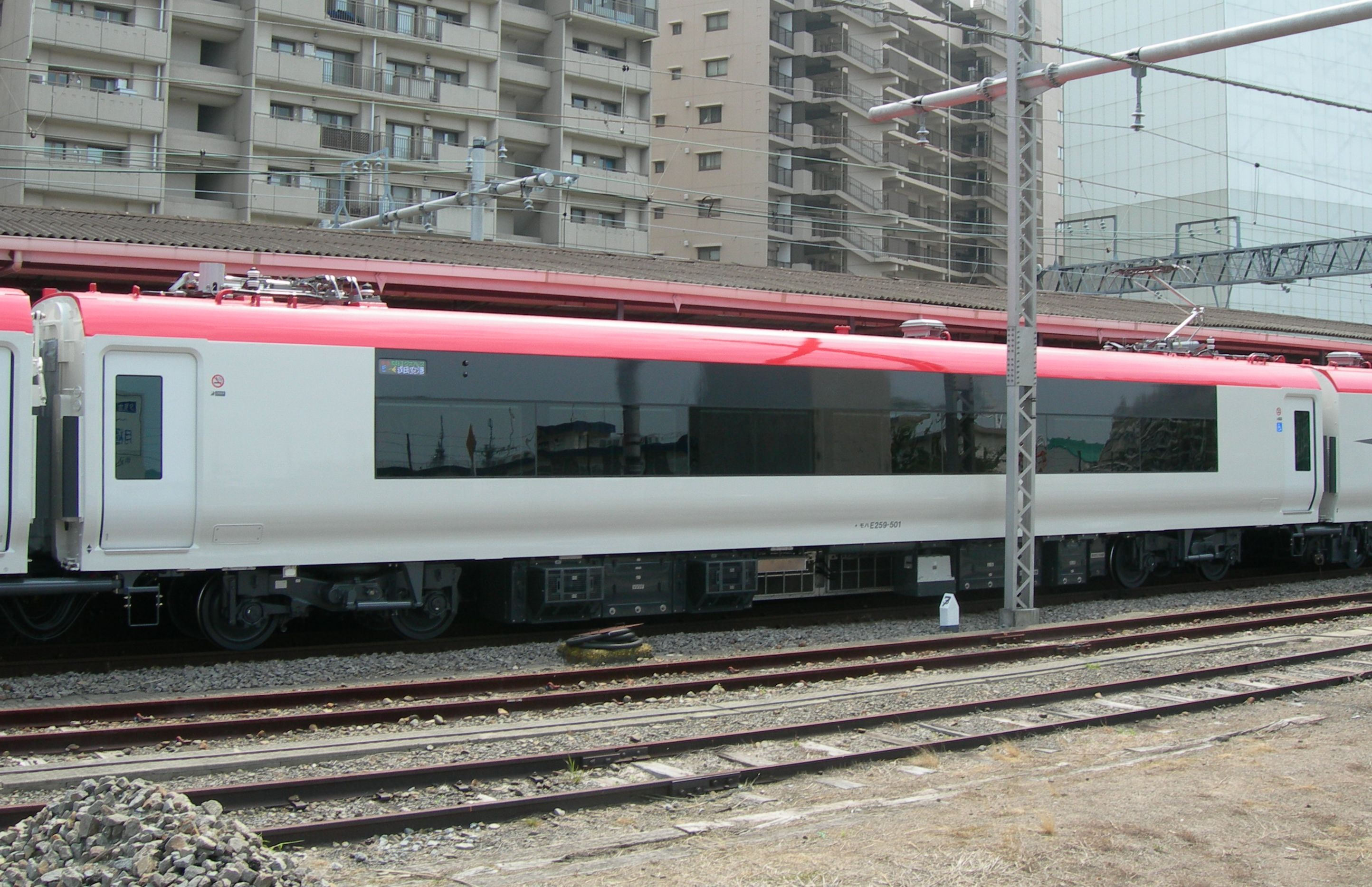
モハE259形500番台
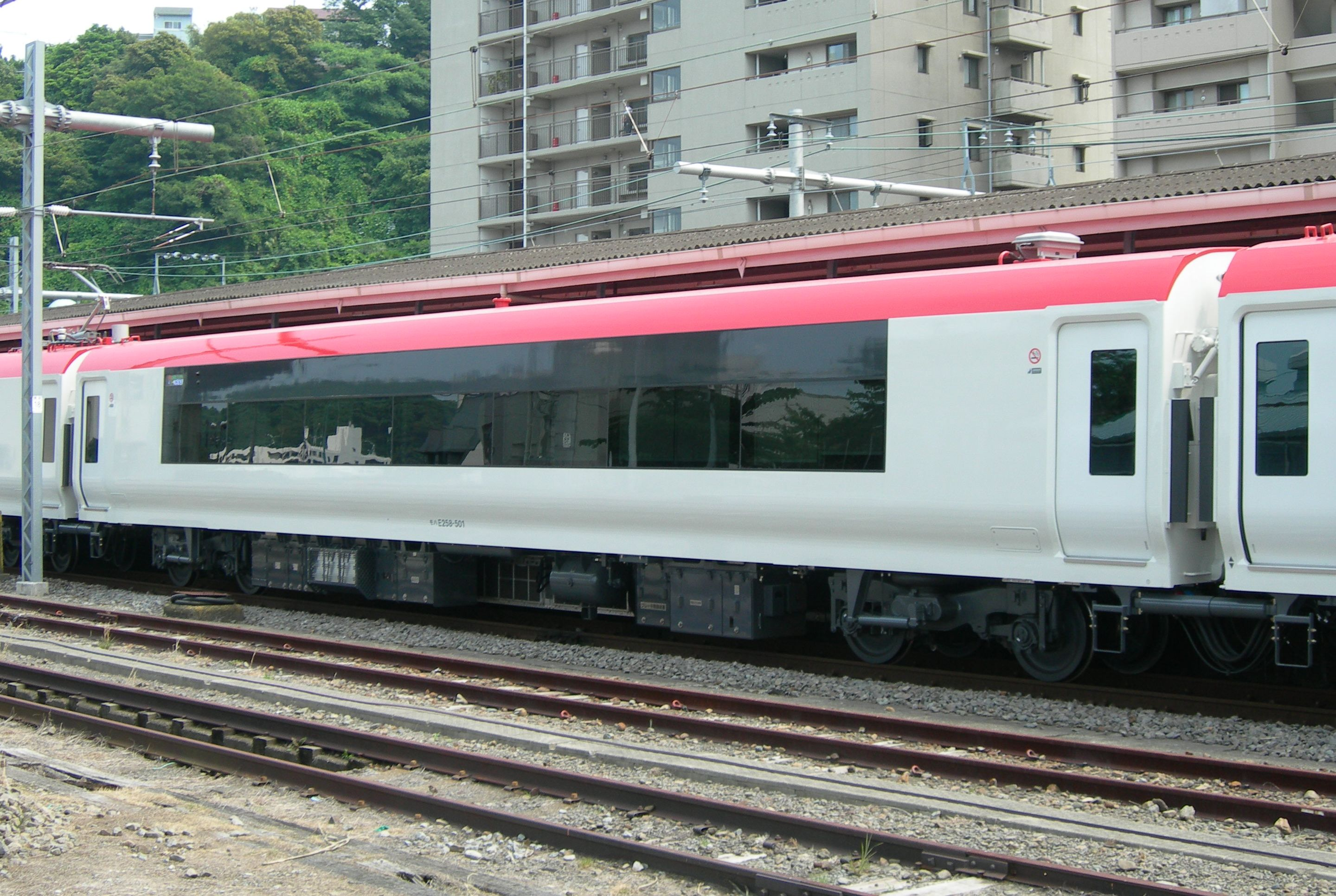
モハE258形500番台
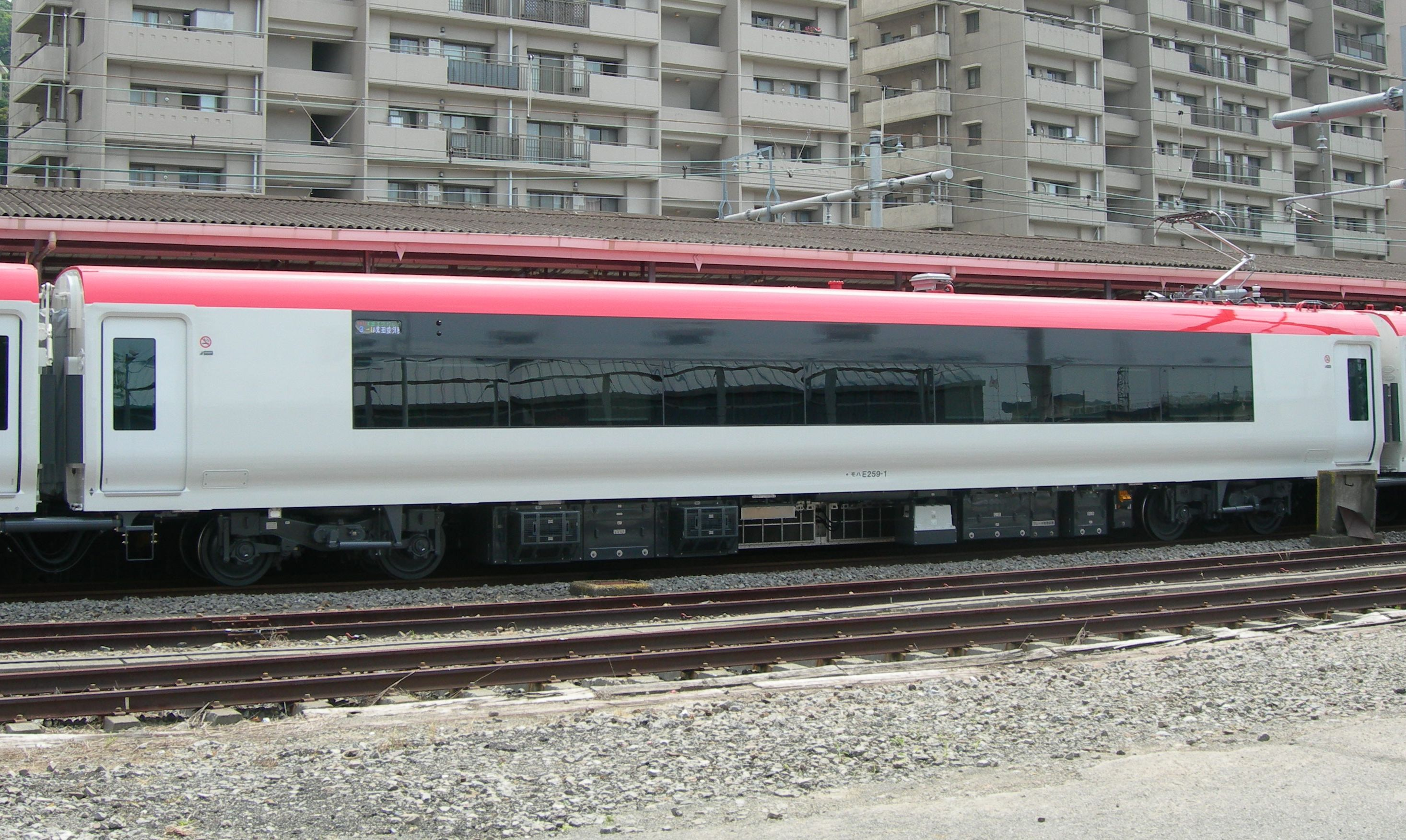
モハE259形0番台
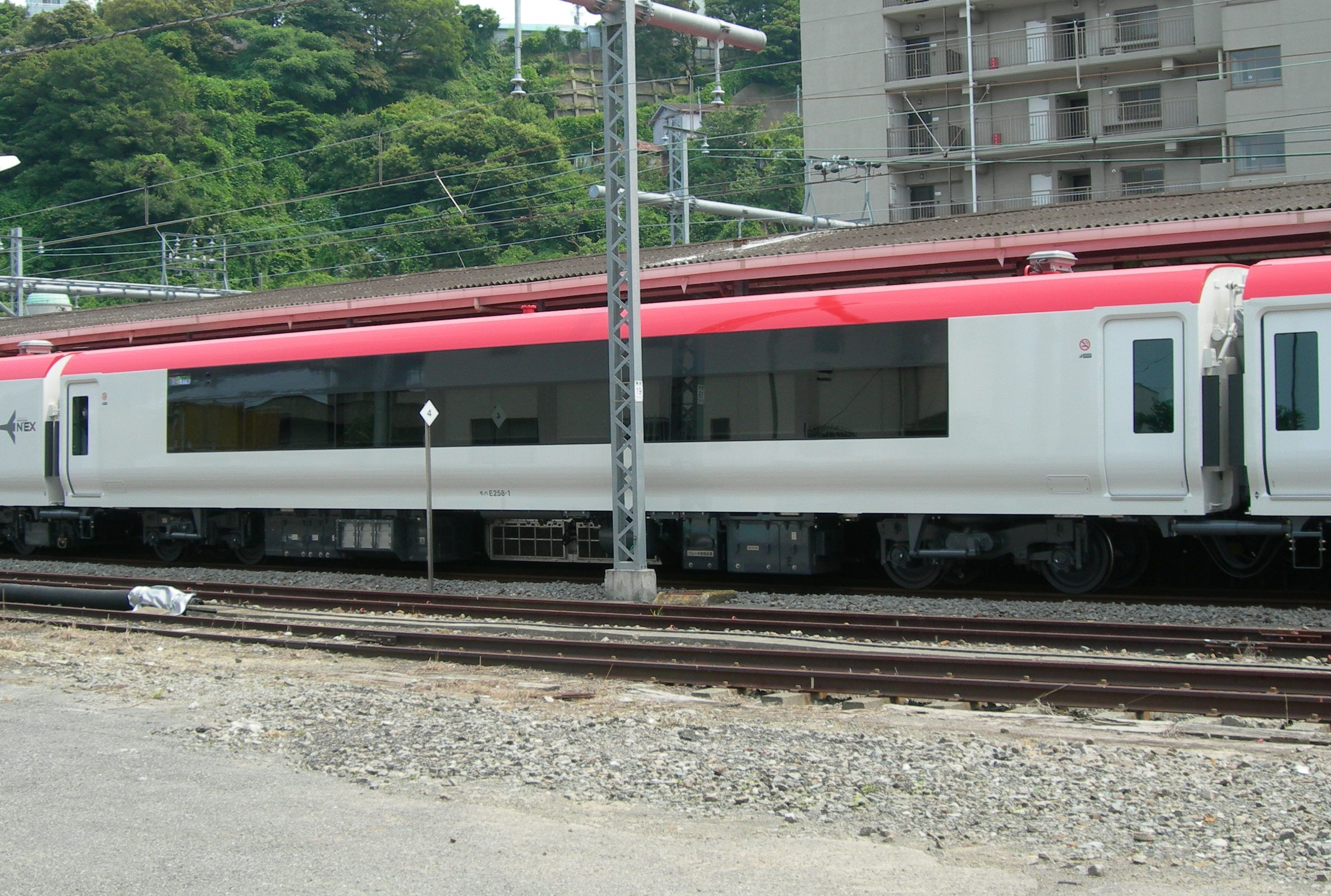
モハE258形0番台
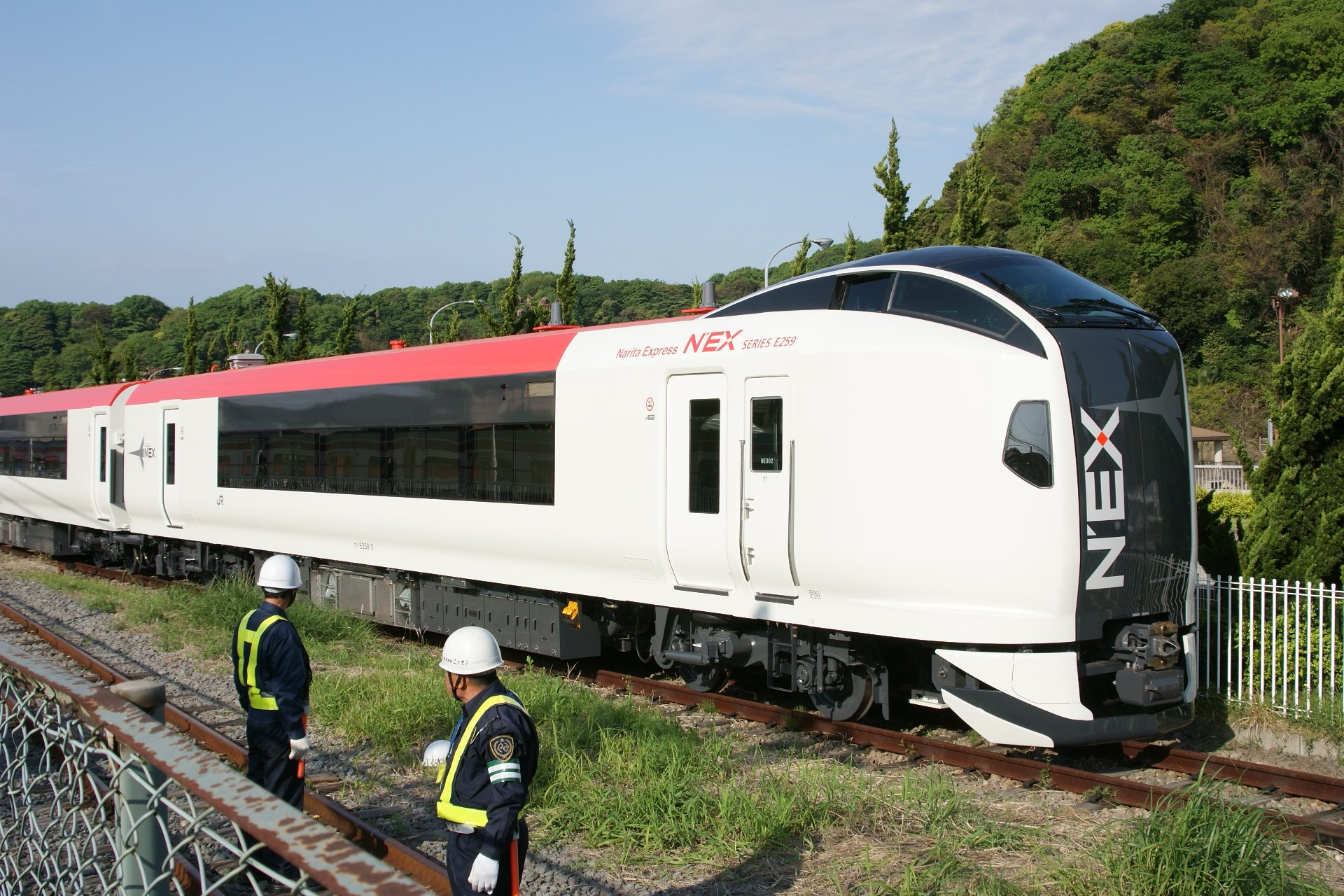
クハE258形0番台

## 車歴表
- 製造…東急：東急車輛製造、近車：近畿車輛
- 配置…鎌倉：鎌倉車両センター

## 運用
全車両が鎌倉車両センターに配置され、253系に代わって2009年10月1日より「成田エクスプレス」の一部運用に投入された。2010年6月までに合計で6両編成22本（132両）が投入されたが、この車両数は253系の両数より21両多い。
2009年10月の運行開始までに10本（うち1本は予備）が導入され、2010年6月7日には近畿車輛からNE022編成が甲種輸送されたことで所定の6両編成22本計132両がそろった。
2012年12月1日からは、臨時列車「マリンエクスプレス踊り子」としても運用されることとなった。特急料金は「スーパービュー踊り子」と同じA特急料金が適用された。こちらは2020年3月8日をもって運行を終了した。なお2024年2月17日には、大船〜熱海〜大船間で最後の旧塗装編成を使用した、マリンエクスプレス踊り子のリバイバル運転が行われた。
2014年7月26日から土曜・休日に限り、成田エクスプレス定期列車の延長運転の形で富士急行線河口湖駅まで入線していた。当初は3月から11月の期間限定だったが、好評につき2015年から通年で運転されるようになった。2019年3月16日のダイヤ改正から特急「富士回遊」の運行開始に伴い、2019年3月10日をもって運行を終了した。
2020年11月27・28日には、新型コロナウイルス感染症（COVID-19）の流行に伴う成田エクスプレス減便とこれに伴うテレワークの需要増加を受け、JR東日本が当形式を両国駅の3番線に留置させ、車両内でのテレワークを行う実証実験を行った。
2024年3月16日のダイヤ改正で255系の置き換えを目的に東京～銚子間の特急「しおさい」での運用を開始。

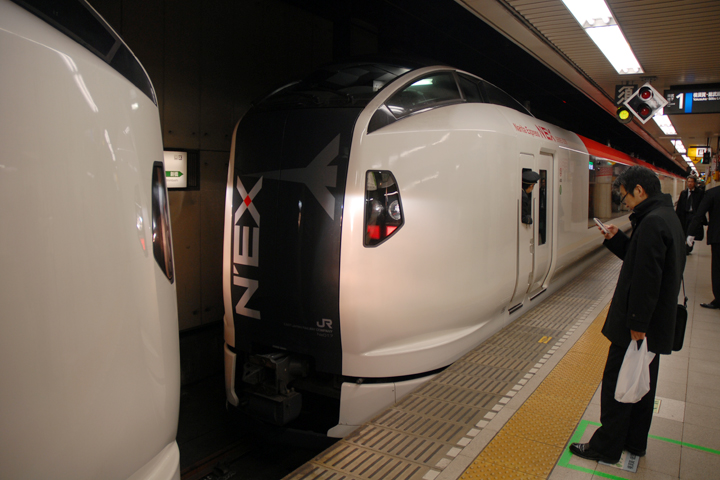
連結作業中のE259系（東京駅）
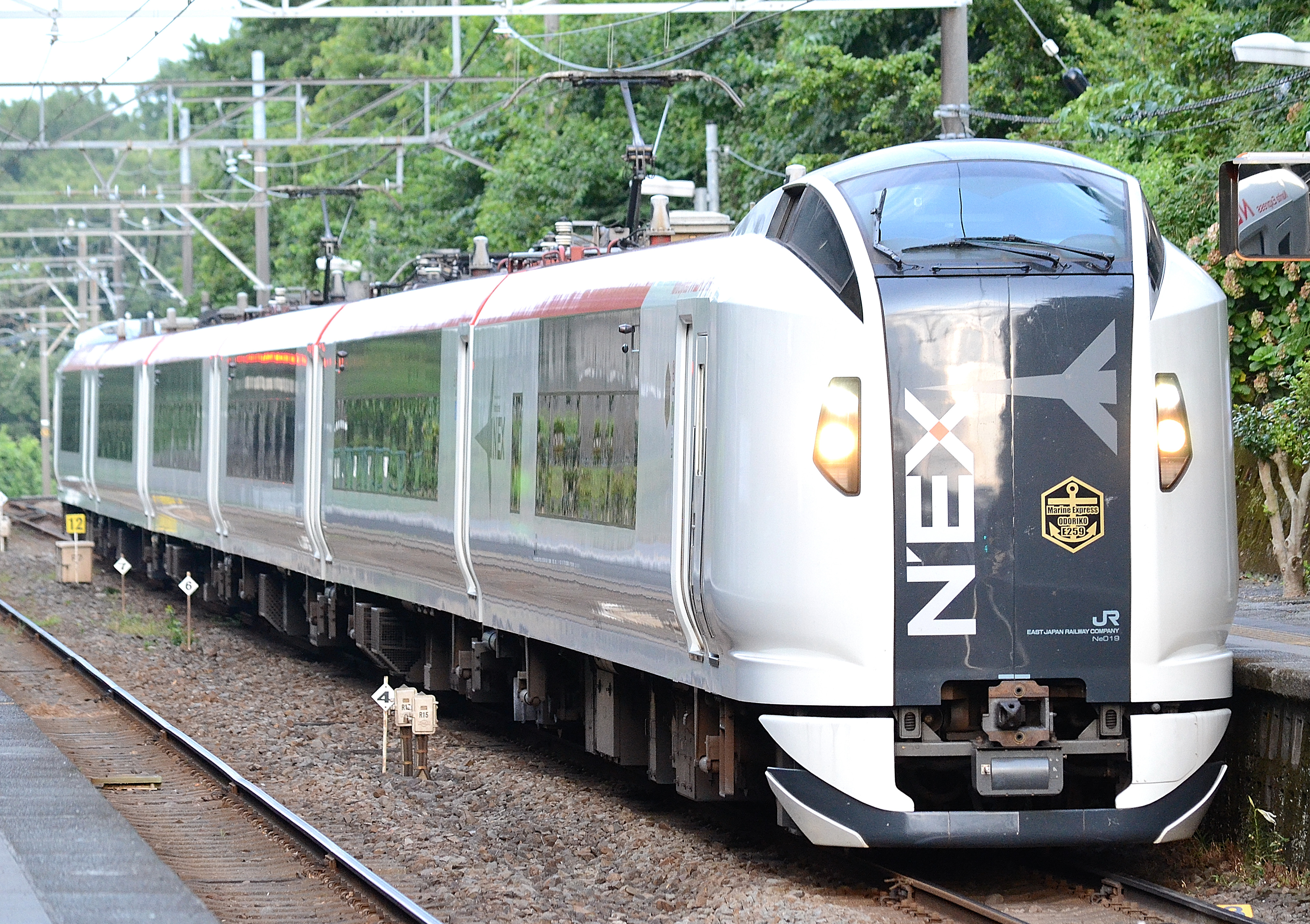
マリンエクスプレス踊り子（2016年8月 川奈駅）
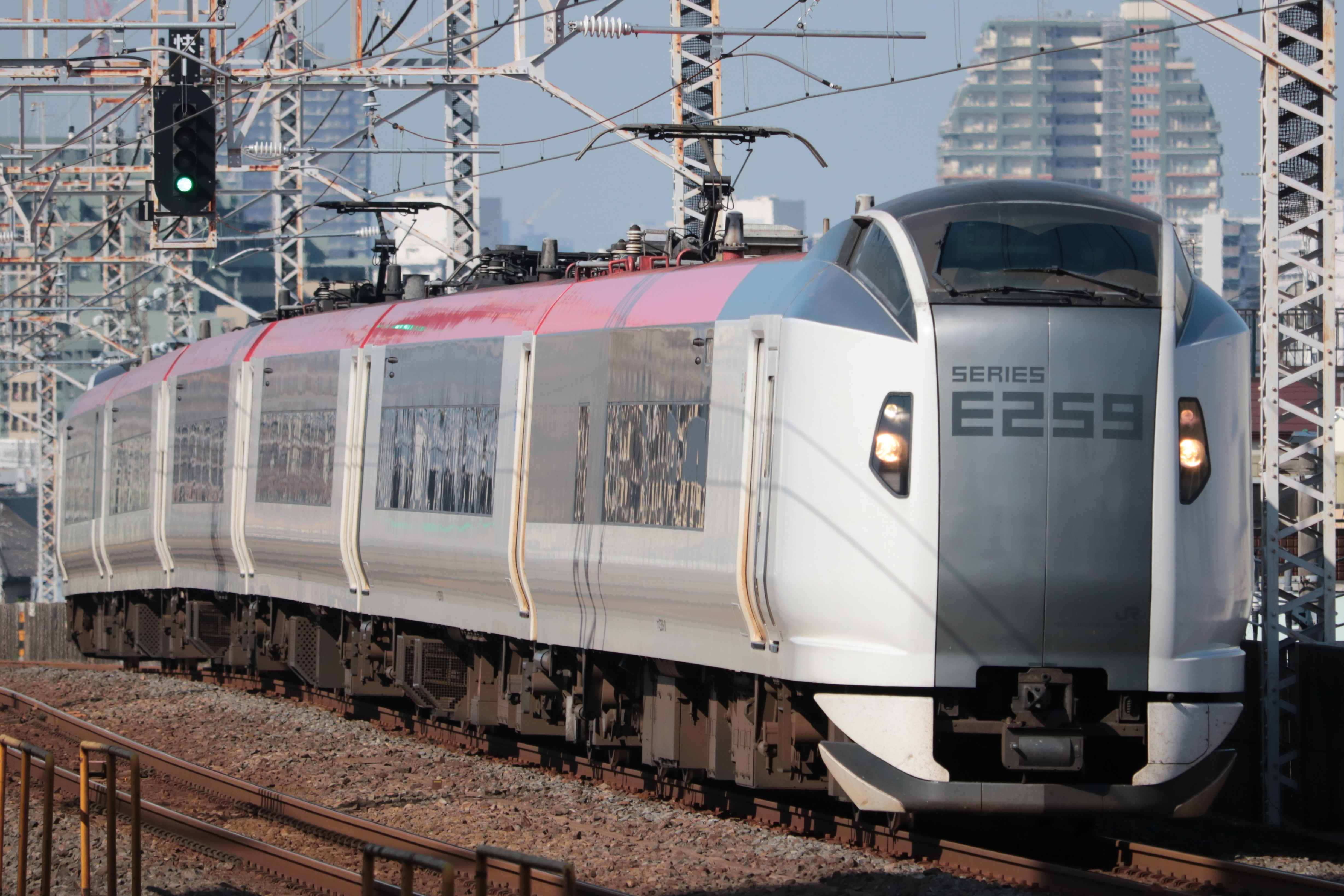
しおさいとして運用されるE259系（2024年5月 小岩駅）